# Liste der Baudenkmale in Helmstedt – Äußere Innenstadt
In der Liste der Baudenkmale in Helmstedt – Äußere Innenstadt sind alle Baudenkmale in der äußeren Innenstadt der niedersächsischen Stadt Helmstedt aufgelistet. Die Quelle der Baudenkmale ist der Denkmalatlas Niedersachsen. Der Stand der Liste ist der 26. November 2022.

## Allgemein
In den Spalten befinden sich folgende Informationen:
- Lage: die Adresse des Baudenkmales und die geographischen Koordinaten. Kartenansicht, um Koordinaten zu setzen. In der Kartenansicht sind Baudenkmale ohne Koordinaten mit einem roten Marker dargestellt und können in der Karte gesetzt werden. Baudenkmale ohne Bild sind mit einem blauen Marker gekennzeichnet, Baudenkmale mit Bild mit einem grünen Marker.
- Bezeichnung: Bezeichnung des Baudenkmales
- Beschreibung: die Beschreibung des Baudenkmales. Unter § 3 Abs. 2 NDSchG werden Einzeldenkmale und unter § 3 Abs. 3 NDSchG Gruppen baulicher Anlagen und deren Bestandteile ausgewiesen.
- ID: die Objekt-ID des Baudenkmales
- Bild: ein Bild des Baudenkmales, ggf. zusätzlich mit einem Link zu weiteren Fotos des Baudenkmals im Medienarchiv Wikimedia Commons. Wenn man auf das Kamerasymbol klickt, können Fotos zu Baudenkmalen aus dieser Liste hochgeladen werden:

Aufgrund der großen Anzahl an Baudenkmalen wurden mehrere Teillisten erstellt:
| Liste                                                         | Bereich |
| ------------------------------------------------------------- | --- |
| Liste der Baudenkmale in Helmstedt – Innenstadt Straßen A – K | Straßen in der Stadt Helmstedt innerhalb des Wallringes (Batteriewall, Schützenwall, Langer Wall, Kleiner Wall) beginnend mit A – K |
| Liste der Baudenkmale in Helmstedt – Innenstadt Straßen L – Z | Straßen in der Stadt Helmstedt innerhalb des Wallringes (Batteriewall, Schützenwall, Langer Wall, Kleiner Wall) beginnend mit L – Z |
| Liste der Baudenkmale in Helmstedt – Äußere Innenstadt        | Straßen in der Stadt Helmstedt außerhalb des Wallringes (Batteriewall, Schützenwall, Langer Wall, Kleiner Wall)                     |
| Liste der Baudenkmale in Helmstedt                            | Straßen außerhalb der Stadt Helmstedt in den zu Helmstedt gehörenden Ortsteilen                                                     |

## Helmstedt – Äußere Innenstadt
| Lage                                                         | Bezeichnung                           | Beschreibung | ID                              | Bild           |
| ------------------------------------------------------------ | ------------------------------------- | --- | ------------------------------- | -------------- |
| Albrechtplatz 52° 13′ 47″ N, 11° 0′ 22″ O                    | Denkmal                               | 8,20 Meter hohes Denkmal eines stehenden Kriegers in der Uniform Braunschweigs auf rechteckigem Granitsockel auf drei Treppen. Sein ausgestreckter linker Arm hält eine Fahne, seine rechte Hand einen Säbel. Das linke Bein ist im Ausfallschritt gebeugt. | 32710524                        | BW             |
| Albrechtplatz 52° 13′ 48″ N, 11° 0′ 23″ O                    | Grünanlage                            | | 32710573                        | BW             |
| Am Heuerskamp 9 52° 14′ 3″ N, 11° 1′ 15″ O                   | Autobahnmeisterei                     | Betriebsgebäude mit mittiger Durchfahrt mit westlichen Durchgang, der östliche Durchgang ist von der Südwestseite geöffnet. Massivbau aus ungleichmäßigem Elmkalkstein mit Eckquaderung, Satteldach mit Schleppgauben am Trauf der Nordwestseite, hier bis zum EG, das Dachwerk der Südosttraufseite erstreckt sich über zwei Drittel der Nordseite bis zum ersten OG. | 32699072                        | BW             |
| Am Heuerskamp 9 52° 14′ 3″ N, 11° 1′ 17″ O                   | Autobahnmeisterei (Fahrzeughalle)     | Doppelstöckige Fahrzeughalle mit traufseitigen Zufahrten mit jeweils sechs Toren. Massivbau aus unregelmäßigem Elmkalkstein mit Eckquaderung, Satteldach mit zwei Schleppgauben an Nordostfassade. | 32699054                        | BW             |
| Bahnhofstraße 52° 13′ 21″ N, 11° 0′ 36″ O                    | Berliner Bär                          | Freistehende Bronzeplastik des Berliner Bären auf zwei Natursteinplatten, die leicht über einen circa 1,50 m hohen Sockel aus Quadermauerwerk hervorkragen. Der Bär steht auf seinen Hinterpfoten mit dem Rücken zur Mauer der Treppenanlage und hat den Blick in Richtung des Rezipienten gerichtet. Die überdimensional großen Pranken sind abgewinkelt und weisen raumgreifend zum Betrachter, der Kopf ist aufrecht. Die Oberfläche der Bronzeplastik ist einheitlich poliert, stellenweise wird der Fellstrich mit Einritzungen angedeutet. | 37246783                        |                |
| Bahnhofstraße 1 / 2 52° 13′ 26″ N, 11° 0′ 49″ O              | Erstes Bahnhofsempfangsgebäude        | Erstes Bahnhof-Empfangsgebäude von 1858, Planung und Ausführung von Carl Ebeling. Ab 1859 EG durch Post genutzt, ab 1885 alleinige Nutzung. 1898 Umbau zu Dienstwohnungen. Sandsteinbau im Rundbogenstil mit dreigeschossigem Mitteltrakt unter Pyramidendach, Nebentrakte zweieinhalbgeschossig unter Satteldach. Obergeschosse mit Lisenengliederung, im Mitteltrakt Rundbogenfries als oberer Abschluss, Seitentrakte weisen Lisenen in Form eines Tropfenfrieses unter Dachgesims auf. Rundbogenfenster mit profilierten Gewänden und Quaderumrandung des Rundbogens, Fenster in den OGs des Mitteltrakts gekuppelt. | 32709929                        |                |
| Bahnhofstraße 3 52° 13′ 20″ N, 11° 0′ 38″ O                  | Zweites Bahnhofsempfangsgebäude       | Sandsteinquaderbau von circa 1883 im Rundbogenstil ursprünglich symmetrisch mit zweigeschossigem fünfachsigen Mitteltrakt und eingeschossigen sechsachsigen Seitenflügel; 1910 erweitert; Walmdächer in Pappdeckung. Am Mitteltrakt die äußeren Achsen jeweils etwas vorgezogen, dazwischen im EG drei Rundbogenportale. Im OG entsprechend Rundbogenfenster von auf Säulchen ruhender Blendarkatur überfangen. Darüber Lisenengliederung mit abschließendem Traufgesims auf Konsolen. Sonst schlichte Rundbogenfenster mit abschließender Quaderung. An südwestlicher Schmalseite Mittelrisalit mit Zwerchgiebel unter Satteldach. Rückseite ursprünglich wohl offene Arkaden. Im Inneren vollständig modernisiert. Vor dem Gebäude eine Grünanlage als Zuwegung. Von Carl Ebeling ab 1872 geplant und bis circa 1883 ausgeführt. | 32699651                        | Weitere Bilder |
| Bahnhofstraße 3 52° 13′ 19″ N, 11° 0′ 36″ O                  | Bahnhofstoilette                      | Sandsteinquaderbau von circa 1883 im Rundbogenstil ursprünglich symmetrisch mit zweigeschossigem fünfachsigen Mitteltrakt und eingeschossigen sechsachsigen Seitenflügel; 1910 erweitert; Walmdächer in Pappdeckung. Am Mitteltrakt die äußeren Achsen jeweils etwas vorgezogen, dazwischen im EG drei Rundbogenportale. Im OG entsprechend Rundbogenfenster von auf Säulchen ruhender Blendarkatur überfangen. Darüber Lisenengliederung mit abschließendem Traufgesims auf Konsolen. Sonst schlichte Rundbogenfenster mit abschließender Quaderung. An südwestlicher Schmalseite Mittelrisalit mit Zwerchgiebel unter Satteldach. Rückseite ursprünglich wohl offene Arkaden. Im Inneren vollständig modernisiert. Vor dem Gebäude eine Grünanlage als Zuwegung. Von Carl Ebeling ab 1872 geplant und bis circa 1883 ausgeführt. | 32714107                        |                |
| Bahnhofstraße 3 52° 13′ 19″ N, 11° 0′ 39″ O                  | Bahnsteigüberdachung                  | Überdachungen des Hausbahnsteigs, angebracht am Empfangsgebäude, in einstütziger und direkt ans Empfangsgebäude auf Grund der breiteren Dachform zweistütziger sowie des Inselbahnsteigs in einstütziger Stahlkonstruktion. Auf den vernieteten Profileisen-Pfetten liegt ein gezimmertes Sparrendach mit Bretterverschalung in Schmetterlingsform mit Pappdeckung. Erbaut zwischen 1910 und 1925, Abriss der ursprünglichen Überdachung im Jahr 1904. | 32715509                        |                |
| Batteriewall 52° 13′ 37″ N, 11° 0′ 20″ O                     | Wallanlage                            | | 32699771                        | BW             |
| Batteriewall 20 52° 13′ 39″ N, 11° 0′ 21″ O                  | Wohnhaus                              | Zweigeschossiger Massivbau auf Sandsteinquadersockel unter Satteldach. Straßenseitig ein zweiachsiger Mittelrisalit mit Altan und moderner Balkonbrüstung. EG verputzt mit stark plastischer Bänderung, OG und Risalit aus hellrotem Ziegelmauerwerk mit Gesimsen, Fensterrahmungen und Verdachungen sowie eingezogenen Brüstungsfeldern aus Putz. Zwerchhaus mit Dreiecksgiebel mit seitlichen Ziegelpfannenbehang. Südseite ähnlich aufwendig wie Hauptfassade. | 32700224                        | BW             |
| Batteriewall 21 52° 13′ 38″ N, 11° 0′ 21″ O                  | Wohnhaus                              | Zweigeschossiger Rohziegelbau auf niveauausgleichendem Sandsteinquadersockel, unterkellert, mit ausgebauten DG mit Drempel unter nach Süden abgewalmten Satteldach in Krempziegeldeckung. Symmetrische Fassadengliederung mit Mittelrisalit mit Zwerchhaus, abgeschlossen vom Dreiecksgiebel mit profilierten Gesims und Pyramidenaufsatz. Rote Ziegelfassade ist durch reiche Schmuck- und Gliederungselemente aus Putz belebt: profilierte Gesimse und Fensterrahmungen mit Giebelverdachung auf Konsolen, Brüstungsfelder des OG mit farbig gefassten Reliefs, Traufgesims mit Konsolen, verzahnte Eckquaderung. Beide Giebelseiten ebenso aufwendig gestaltet. Südseite genauso breit wie Hauptfassade, mit außermittigen Zwerchhaus und späteren Dachhäuschen. | 32700243                        | BW             |
| Batteriewall 22 52° 13′ 37″ N, 11° 0′ 21″ O                  | Wohnhaus                              | Eingeschossiges Gebäude mit Satteldach traufständig zur Wallallee, beidseitig breiter Mittelrisalit mit das Hauptdachwerk kreuzendem Dach. Verputzter Ziegelbau mit zurückhaltendem Dekor. Raumdispositionen erhalten, z.T. auch originäre Ausstattungen (Türen, Treppe, nach außen öffnende Stulpfenster mit Oberlicht). Jüngerer Fachwerkanbau ohne Denkmalwert. | 32700262                        | BW             |
| Batteriewall 22a 52° 13′ 28″ N, 11° 0′ 33″ O                 | Wohnhaus                              | Zweigeschossiger verputzter Massivbau auf niveauausgleichendem Sockel, unterkellert mit teilweise ausgebautem DG mit Drempel unter Krüppelwalmdach in Falzziegeldeckung. Fassaden unterschiedlich gestaltet, jeweils mit mittigen geschweiften Zwerchgiebel, zur Wallseite in den OG mit vorkragender Mittelpartie. Fenster von Jugendstil-Putzdekor überfangen. Im Westen polygonaler Altan mit Zugang zum kleinen Garten. Im Süden ein schmaler Treppenhaus–Vorbau mit Eingang und originaler Haustür. | 32700281                        | BW             |
| Braunschweiger Straße 1 52° 13′ 42″ N, 11° 0′ 19″ O          | Dachwerk                              | Dachwerk des beidseitig eingebauten Eckgebäudes hat ein abgewinkeltes Bogendach in Betondachsteindeckung sowie an der Ostfassade am Gröpern drei Dachhäuschen unter vorgezogenem Satteldach. An Drempel und Dachgebälk fast ausschließlich vierkantige Holznägel, an Verbindungsstellen geschmiedete Nägel. | 32713773                        | BW             |
| Braunschweiger Straße 6 52° 13′ 43″ N, 11° 0′ 17″ O          | Wohnhaus                              | Traufständiger zweigeschossiger unterkellerter Fachwerkbau in Stockwerksbauweise mit einzelnen Fußstreben und gekuppelten Stielen auf verputztem Sockel unter Satteldach in Hohlpfannendeckung. Hauseingang an westlichem Drittel der Südfassade hinter zwei vorgelegten Stufen. | 32701487                        | BW             |
| Braunschweiger Straße 7 52° 13′ 43″ N, 11° 0′ 17″ O          | Wohnhaus                              | Traufständiger zweigeschossiger Fachwerkbau auf verkleidetem Sockel, Hauptfassade mit Bitumenpappe verkleidet und mit geschwungenen Giebel. Gut erhaltener Gewölbekeller. Mansarddach in Krempziegeln gedeckt. AM Ostgiebel Gefüge mit Backsteinausfachung sichtbar. | 32701506                        | BW             |
| Braunschweiger Straße 9 52° 13′ 43″ N, 11° 0′ 16″ O          | Wohnhaus                              | Stockwerksweise abgezimmerter, zweigeschossiger, traufständiger Fachwerkbau aufverputztem Sockel unter Satteldach, mittige Dachhäuser an Nord- und Südfassade, an Südfassade mit Ochsenauge im Dreiecksgiebel. | 32701527                        | BW             |
| Braunschweiger Straße 10 52° 13′ 44″ N, 11° 0′ 7″ O          | Gaststätte mit Nebengebäude           | Der ältere Bau, traufständiger zweigeschossiger, zehnachsiger Fachwerkbau in Stockwerksbauweise. Satteldach neu gedeckt, der Ostgiebel mit Krüppelwalmdach. Vierachsiger Mittelrisalit mit Zwerchhaus kragt an der Straßenfassade leicht, an der Rückfassade stark hervor. Fachwerkstreben strecken sich über zwei und drei Gefache. Jüngerer, sechsaschige Erweiterungsbau im Westen ebenfalls zweigeschossig und in Fachwerkbauweise unter neu gedecktem Satteldach. Gewölbekeller mit bruchsteingemauerten Tonnengewölben. An östlicher Stirnwand des Kellers unter dem Hauptbau die Jahreszahl 1828. Die hölzerne Veranda im OG wurde 1908 mit Stilelementen des Jugendstils über der Mädchenkammer aufgeständert. 1905 westlich des Risalits eine Abortanlage angebaut und Kellerzugang geschaffen. | 32701655                        | BW             |
| Braunschweiger Straße 10 52° 13′ 44″ N, 11° 0′ 7″ O          | Einfriedung                           | Natursteinmauer. Eventuell Teil der historischen Stadtbefestigung der Neumark, eine an der westlichen Stadtgrenze Helmstedts durch Herzog Otto dem Kind im 13. Jh. gegründete Marktsiedlung. | 39721512                        | BW             |
| Braunschweiger Straße 13 / 14 52° 13′ 44″ N, 11° 0′ 14″ O    | Wohnhaus                              | Zweigeschossiger schlichter Fachwerkbau auf verputztem Sockel ist unterkellert. Satteldach in Hohlpfannendeckung. Das Fachwerkgefüge weist zum Teil gekuppelte Ständer und Rähme über zwei Gefache auf. Nördlich niedrigerer Anbau mit Toreinfahrt. Inschrift auf Schwelle des OG. 1878 Gebäudeecke mit Einrichtung einer Gastwirtschaft und Geschäft abgeschrägt. | 32701562                        | BW             |
| Braunschweiger Straße 22 52° 13′ 45″ N, 11° 0′ 8″ O          | Wohnhaus                              | Zweigeschossiger siebenachsiger Fachwerkbau mit regelmäßigem Gefüge, gekuppelten Stielen und Streben über drei Gefache auf verputztem niveauausgleichendem Sockel unter Satteldach in Betondachsteindeckung. | 32701601                        | BW             |
| Braunschweiger Straße 23 52° 13′ 45″ N, 11° 0′ 8″ O          | Wohnhaus                              | Beidseits eingebauter, zweigeschossiger Fachwerkbau auf unverputztem Hausteinsockel unter Satteldach. Vorgelegte Stufe vor Hauseingang im östlichen Drittel der Straßenfassade. Im OG zwischen Haus 23 und Haus 24 ein Sandstein-Relief mit Kugel haltendem, stehendem Löwen und der Jahreszahl 1767, ebenfalls auf Gebälk zu sehen. | 32701619                        | BW             |
| Braunschweiger Straße 24 52° 13′ 45″ N, 11° 0′ 7″ O          | Wohnhaus                              | Beidseits eingebauter, zweigeschossiger Fachwerkbau auf unverputztem Hausteinsockel unter Satteldach. Vorgelegte Stufe vor Hauseingang im östlichen Drittel der Straßenfassade. Im OG zwischen Haus 23 und Haus 24 ein Sandstein-Relief mit Kugel haltendem, stehendem Löwen und der Jahreszahl 1767, ebenfalls auf Gebälk zu sehen. | 32701637                        | BW             |
| Braunschweiger Straße 28 52° 13′ 44″ N, 11° 0′ 11″ O         | Mauer/Tor                             | Straßenseitige hohe Mauereinfriedung in Sichtmauerwerk aus Natur- und Bruchstein mit zwei Einfahrten und Gartentor im östlichen Drittel. Inschrift am Sturz des Tores „1740“. Östlicher Abschnitt vermutlich jünger. Die westliche Toreinfahrt zwischen zwei höheren Torpfeilern ist mit Barrikaden versehen. An beiden Enden in sichtbarer Backsteinmauerung erneuert worden. | 32701675                        | BW             |
| Braunschweiger Tor 4 52° 13′ 46″ N, 10° 59′ 59″ O            | Verwaltungsgebäude                    | Freistehendes, zweigeschossiges traufständiges Gebäude in Zweckfachwerk hinter Vorgarten, DG unter Krüppelwalmdach in Hohlpfannendeckung. Verputzter Sockel ursprünglich mit Keramik verblendet. An der Hauptfassade regelmäßiges Fachwerk-Gefüge mit Streben über zwei Gefache, die Backsteinausfachung ist verputzt. Ostfassade mit Krempziegeln gedeckt. Im Vorgarten ein eingeschossiger Verkaufskiosk. | 32701739                        | BW             |
| Braunschweiger Tor 12 52° 13′ 45″ N, 10° 59′ 49″ O           | Wohn-/ Wirtschaftsgebäude             | Überdachungen des Hausbahnsteigs, angebracht am Empfangsgebäude, in einstütziger und direkt ans Empfangsgebäude auf Grund der breiteren Dachform zweistütziger sowie des Inselbahnsteigs in einstütziger Stahlkonstruktion. Auf den vernieteten Profileisen-Pfetten liegt ein gezimmertes Sparrendach mit Bretterverschalung in Schmetterlingsform mit Pappdeckung. Erbaut zwischen 1910 und 1925, Abriss der ursprünglichen Überdachung im Jahr 1904. | 32701758                        | BW             |
| Büddenstedter Weg 52° 13′ 18″ N, 11° 0′ 41″ O                | Güterschuppen                         | Teilunterkellerter Ziegelbau mit östlich vorgelagertem, eingezogenen Verwaltungstrakt und westlich angeordneter langgestreckter Güterhalle mit flachbogigen Fenstern und Türen unter einem beidseitig überkragenden Satteldach mit Pappdeckung, das durch die hölzerne Dachkonstruktion über Streben mittels Konsolen am Mauerwerk abgefangen wird. Erbaut um 1900, ehemalige Holztüre durch Garagentore ersetzt, Fenster erneuert. | 32714864                        | BW             |
| Dr.-Heinrich-Jasper-Straße 1 52° 13′ 23″ N, 11° 0′ 16″ O     | Wohnhaus                              | Frei stehendes Eckhaus. Zweigeschossiger Massivbau auf verputztem Sockel über differenziertem Grundriss unter diversen Walmdachflächen in Hohlpfannendeckung und mehreren Fledermausgauben. Alle Fassaden sind bis auf östliche mit Vorbauten versehen. Sockel und EG verputzt, im ersten Geschoss Fassade mit einer Biberschwanz-Doppeldeckung vorgelegt. Der östlichen Hälfte der Hauptfassade ist ein zweigeschossiger Vorbau vorgelegt, im EG Rundbogenfenster, im ersten Geschoss geschlossene Veranda mit Fensterfront. Alle Fenster des EG mit hölzernen Klappläden. | 32714606                        | BW             |
| Dr.-Heinrich-Jasper-Straße 2 / 3 52° 13′ 23″ N, 11° 0′ 18″ O | Wohnhaus                              | Frei stehende traufständige Doppelvilla unter Mansardenwalmdach in teils Biberschwanz-, teils Hohlpfannendeckung. Eingeschossiger verputzter Massivbau auf verputztem Souterraingeschoss. Zweigeschossig ausgebautes Mansardgeschoss mit jeweils einem Zwerchgiebel in Fachwerk zur Straße. Der Fußwalm mit Biberschwanzdeckung wird von einem leicht vorkragenden Vorbau im Giebel unterbrochen. Eingänge der Einfriedungen jeweils zur Mitte hin, dahinter über dreistufiger Treppenaufgang Eingang zum Souterrain. Mittiger Haupteingang zum EG über Stufen zu erreichen. | 32714518                        | BW             |
| Dr.-Heinrich-Jasper-Straße 9 52° 13′ 23″ N, 11° 0′ 24″ O     | Wohnhaus                              | Symmetrisch gegliederter, verputzter Massivbau auf Hausteinsockel. Traufständig, zweigeschossig und unterkellert mit ausgebautem DG unter Walmdach in Krempziegeldeckung. Eingangstür mittig an Hauptfassade über Treppenanlage zu erreichen. Von einer polygonalen Kragplatte überdacht, die auf vier rustizierten Pilastern ruht. Zwei vergitterte Fenster links und rechts zwischen Pilastern angebracht. Im OG drei Drillingsfenster. Mitte des DG prägt ein Dacherker unter Dreiecksgiebel mit Rundfenster. Fassade der Gartenseite symmetrisch. Im Dach ein Dacherker, mittig angebracht, im EG mittig ein Altan. | 32714626                        | BW             |
| Dr.-Heinrich-Jasper-Straße 9 52° 13′ 23″ N, 11° 0′ 24″ O     | Garage                                | | 42056394                        | BW             |
| Dr.-Heinrich-Jasper-Straße 9 52° 13′ 23″ N, 11° 0′ 24″ O     | Einfriedung                           | | 32715236                        | BW             |
| Dr.-Heinrich-Jasper-Straße 9 52° 13′ 22″ N, 11° 0′ 24″ O     | Garten                                | | 42056379                        | BW             |
| Emmerstedter Straße 16 52° 14′ 31″ N, 10° 59′ 33″ O          | Bahnhof Helmstedt Emmerstedter Straße | Kleiner Landbahnhof der Zeit um 1900. Zweigeschossiger Ziegelbau mit Drempel unter flachgeneigtem Satteldach. Im Westen hervorspringende Eckrisalite zur Straßen- und zur Gleisseite unter flachgeneigtem Dreiecksgiebel mit Holzstrebewerk. Abgetreppte Fensterlaibungen der segmentbogigen Fensterstürze. Gliedernde schwarz glasierte horizontale Ziegelbänderungen. Der Güterschuppen ist durch einen Zwischenbau, im EG zur Gleisseite hin Dienstraum, zur Straßenseite ein Treppenhaus, und einer Dienstwohnung im OG mit dem Empfangsgebäude verbunden. Er wurde mindestens in zwei Bauabschnitten errichtet, Längsseite mit drei Tore unter jeweils flachen Giebeln. Die Satteldächer laufen an den Traufen zusammen. Das Dach hat zu den Giebeln leichten Überstand, durch Freigespärre getragen. Die Ausbildung der Fenster und Türen als auch der Gewände entspricht denen des Empfangsgebäudes. Der östliche, verputzte Abschnitt des Güterschuppens wurde nachträglich angebaut und ist unterkellert. | 37172319                        |                |
| Friedrich-Ebert-Straße 1 52° 13′ 26″ N, 11° 0′ 25″ O         | Wohnhaus                              | Traufständige Villa mit Vorgarten als stark gegliederter, weitgehend zweigeschossiger verputzter, unterkellerter Massivbau auf verputztem Sockel. Hauptgebäude unter Krüppelwalmdach in Falzziegeldeckung, An Hauptfassade vorspringender Mittelrisalit mit Altan. DG ausgebaut. Der Seitenteil nördlich des Risalits ist eingeschossig, unter Walmdach mit Gaube bedeckt. Mittelrisalit mit geputzter Eckquaderung sowie profilierter Putzeinfassung der Tür- und Fensteröffnungen. An Nordfassade Eingangstür in Mittelrisalit, dessen Dach am Giebel auf Strebenkonstruktion in Holz vorkragt. Fassadenreliefs mit vegetabilen Motiven, Masken und Fruchtgehängen. | 32702419                        | BW             |
| Friedrich-Ebert-Straße 2 52° 13′ 25″ N, 11° 0′ 25″ O         | Wohnhaus                              | Zweigeschössige quer aufgeschlossene Villa als verputzter unterkellerter Massivbau mit Ziegelelziersetzungen auf hohem Ziegelsockel. Querflügel unter Krüppelwalm-, Längsflügel unter Satteldach in Falzziegeldeckung. Vorkragendes Satteldach auf Kniestock mit Fachwerkornament. Eingang mit vorgelegter Treppe in Erdgeschosshöhe, Eingang unter Pultdach mit niedrigem Fachwerk-Drempel unter Satteldach. Die südliche Haushälfte eingeschossig mit höherem Fachwerk-Drempel, in der Flucht des Mittelrisalits eine später überdachte Terrasse. Gebäudeecken und Fenstereinfassungen bzw. -bekrönungen sowie Gesimse in Ziegelziersetzung. | 32702443                        | BW             |
| Friedrich-Ebert-Straße 3 52° 13′ 25″ N, 11° 0′ 24″ O         | Wohnhaus                              | Unterkellerter zweigeschossiger verputzter Massivbau auf Putzquadersockel, DG mit Drempel, Krüppelwalmdach in Falzziegeldeckung. An Hauptfassade im Westen zweiachsiger Mittelrisalit mit Zwerchhaus, südlich ein zweigeschossiger Wintergartenvorbau in Holzkonstruktion. Fenster mit geputzter Einfassung, rundbogig im ersten Geschoss, Mittelfenster des Risalits durch Muschelbekrönung und Rankenrelief im Brüstungsbereich hervorgehoben. Südfassade hat im DG vier rechteckige Fenster. | 32702461                        | BW             |
| Friedrich-Ebert-Straße 3a 52° 13′ 24″ N, 11° 0′ 25″ O        | Villa                                 | Frei stehende Villa. Zweigeschossiger verputzter Massivbau auf Quadersockel. Ausgebautes DG unter Mansarddach mit verschiedenen Dachausbauten in Biberschwanzdeckung in Segmentschnitt. Westseite mit polygonalem Vorbau mit Glockenhaube in Schieferdeckung, nördlich anschließend im OG leicht vorkragendes Fachwerk, im DG geschweifter Knickgiebel mit Schieferbehang. Im EG der Südfassade vorgebaute verglaste Veranda in Fachwerk, östlich anschließender Söller mit Balkon, mittig Giebel unter Krüppelwalmdach mit Fachwerk. | 32702479                        | BW             |
| Friedrich-Ebert-Straße 3a 52° 13′ 24″ N, 11° 0′ 25″ O        | Gartenpavillon                        | Eingeschossiges Gartenhaus in Fachwerk mit Backsteinausfachung unter hervorkragendem Zeltdach in Biberschwanzdeckung in Segmentschnitt. Quer liegende Fachriegel am Drempel, senkrecht unterteilt von profilierten Knaggen mit farblich gefassten Ausbuchtungen. | 32702503                        | BW             |
| Friedrich-Ebert-Straße 4 52° 13′ 26″ N, 11° 0′ 23″ O         | Wohnhaus                              | Zweigeschossiger unterkellerter, reich gegliederter verputzter Massivbau auf Sandsteinquadersockel. Ausgebautes DG unter Krüppelwalmdach in Falzziegeldeckung mit hohem Fachwerkdrempel mit hervorkragendem rechteckigem Erker an Hauptfassade, mittig Zieranker. Südlich polygonaler Erker im ersten OG in reich geschnitzter Holzkonstruktion auf profilierten Kopfbändern, von polygonalem Helm in Biberschwanzdeckung bekrönt. An der Nordostecke Vorbau mit Holzveranda im OG. Vorgebauter Eingangsbereich an der Nordfassade unter flachgeneigtem Walmdach, darüber reich gestalteter mittig vorkragender Fachwerkgiebel. Alle Fenster bis auf die im DG sind mit profilierter Natursteineinfassung, im EG Rundbogenfenster. | 32702523                        | BW             |
| Goethestraße 14 52° 13′ 45″ N, 11° 1′ 2″ O                   | Villa                                 | Freistehender zweigeschossiger verputzter Massivbau auf hohem verputzten Sockel, unterkellert, mit ausgebauten DG mit Drempel unter Walmdach, Giebel unter Satteldächern, in Falzziegeldeckung. Westliche Fassade nach Treppenaufgang zum überdachten Eingang mit originaler Haustür im EG vorgelagert. Südostecke abgeschrägt, mit schmalem Vorbau und polygonalem Altan versehen. Nordfassade schlicht gehalten, eingeritzter Putzdekor an den Fenstern. An der Straße Stützmauer aus Eckquadern. 1906 von Döring & Lehrmann ausgeführt, Bauherr Gerichtssekretär Fr. Löhmann. | 32702731                        | BW             |
| Goethestraße 15 52° 13′ 45″ N, 11° 1′ 1″ O                   | Villa                                 | Freistehende Villa von 1905/06, Bauherr Wittzack, Maurermeister Karl Born hat den verputzten, unterkellerten Massivbau ausgeführt. Niveauausgleichender, souterrainartiger Sockel, ausgebautes DG mit Drempel unter erneuerter Falzziegeldeckung. Nordwestlicher Hausteil eingeschossig mit Walmdach und Schleppgaube, südwestlicher Teil zweigeschossig, runde Terrasse auf Trägern bis zum Bodenniveau, auf Souterrainhöhe rundbogig geöffnet, im Südosten anschließend ein über Eck gestellter eingeschossiger Erker mit an jeder Fassade angelehnten Türmchen unter erneuerter Falzziegeldeckung. Giebelständig, unter abgewalmten Satteldach. Drempel und Obergeschoss in Fachwerk. Im Südosten Treppenhausvorbau mit hoch gelegenem Eingang und originaler Haustür. Fenster weitgehend mit originaler Sprosseneinteilung. | 32702749                        | BW             |
| Goethestraße 15 52° 13′ 45″ N, 11° 1′ 0″ O                   | Einfriedung                           | Einfriedung zeitgleich mit Villa 1905–1906 erbaut. Ursprünglich verputzt, 15 verputzte Pfeiler rahmen das schmiedeeiserne Gitter. Die Pfeiler enden in Dreiecken unter kleinen Satteldächern mit gerundeten Biberschwanzziegeln. Gitter der Toreinfahrt erneuert. | 35839716                        | BW             |
| Goethestraße 16 – 17 52° 13′ 46″ N, 11° 1′ 0″ O              | Villa                                 | Als Doppelhaus errichtete Villa, von Kreismaurermeister Heinrich Helmhold ausgeführt. Eingeschossiger unterkellerter Backsteinbau in gelben Klinkern auf hohem Backsteinsockel. Ausgebautes DG mit Drempel unter Satteldach in Falzziegeldeckung, zwei Gauben. In spiegelbildlicher Entsprechung gestaltet, äußere Haushälfte jeweils risalitartig vorspringend, zweigeschossig mit Giebelabschluss (bei Nr. 16 Dach verändert), im EG polygonaler Vorbau. Eingang an Rückseite Fenster teilweise mit originaler Sprosseneinteilung. Im Winkel zwischen diesem Vorbau und zweigeschossigem Hausteil Veranda in Holzkonstruktion, bei Nr. 17 massiv ersetzt. | 32702767                        | BW             |
| Gröpern 16 52° 13′ 49″ N, 11° 0′ 23″ O                       | Wohn-/ Geschäftshaus                  | Zweigeschossiger Rohziegelbau über U-förmigen Grundriss auf Sockel, unterkellert. Abgewinkelte Satteldächer in Krempziegel- und Betonpfannendeckung. An zwei Seiten Ädikulä mit Voluten- und Muscheldekor. Fenster und Eingang mit Putzrahmung in klassizistischen Formen mit Segmentbogen- und Dreiecksgiebeln, Brüstungsgesims bzw. Sohlbänke auf Konsolen, dieselben unter der Traufe. 1927 Ladeneinbau. | 32702821                        | BW             |
| Gröpern 16a 52° 13′ 50″ N, 11° 0′ 23″ O                      | Wohnhaus                              | Zweigeschossiger Rohziegelbau mit Putzelementen auf verputzen Sockel, unterkellert, unter Satteldach mit Falzziegeldeckung. Überhöhte Giebelwände, Schleppgaube und Dachfenster. Leicht vorspringender Mittelrisalit und Frontgiebel mit seitlicher Putzquaderung, Verdachung und Blendbögen über Fenster sowie durchgeputzte Einfassungen, profiliertes Sohlbankgesims im OG. | 32702839                        | BW             |
| Gröpern 39 52° 13′ 48″ N, 11° 0′ 21″ O                       | Wohn-/ Wirtschaftsgebäude             | Zweigeschossiger Fachwerkbau in Stockwerksbauweise, auf Werksteinsockel unter Satteldach in Krempziegeldeckung. Fachwerkgefüge durch Fenstereinbau verändert. Reste von Zweifach-Streben und Fußstrebenpaaren, giebelseitig im OG erhalten. OG vorkragend über schlichten, leicht abgefasten Balkenköpfen. Karniesbogenförmige Knaggen an der unteren Hälfte mit zwei geriefelten Viertelstäben und von schmalen Wülsten gefaster Kehle. Rückwärtige Front im EG tw. massiv ersetzt, im OG mit gekrümmten Zweifach-Streben, Schwelle und Füllhölzer schiffskehlartig gefast. Im Zwerchhaus ehemals ein Ladestock, Giebelbehang mit Asbestzementplatten. | 32702894                        | BW             |
| Gröpern 42 52° 13′ 46″ N, 11° 0′ 20″ O                       | Wohnhaus                              | Zweigeschossiger schlichter Fachwerkbau in Stockwerksbauweise auf verputzten Werksteinsockel, mit zwei vorgelegten Stufen, unter Satteldach in Hohlpfannendeckung. Regelmäßiges Fachwerkgefüge mit gekuppelten Stielen und einzelnen Fußstreben an der Fassade. Giebelseitige Ausfachung mit Ziegeln, teilweise noch mit Lehmstarkung. | 32702915                        | BW             |
| Gröpern 54 52° 13′ 41″ N, 11° 0′ 19″ O                       | Wohn-/ Geschäftshaus                  | Zweigeschossiger Fachwerkbau in Stockwerksbauweise mit zwei Zwerchhäusern zur Braunschweiger Straße (1900 eingebaut) und einem zum Gröpern. Niveauausgleichender verputzter Sockel, zwei vorgelegte Stufen, Keller und abgewinkeltes Satteldach mit Betonpfannendeckung. EG durch Ladeneinbau verändert, das übrige Fachwerkgefüge mit symmetrischen Abbund und zweifeldigen Streben gut erhalten. Ausfachung in gestrichener Ziegelsetzung. | 32702934                        | BW             |
| Gröpern 55 52° 13′ 41″ N, 11° 0′ 19″ O                       | Wohn-/ Wirtschaftsgebäude             | Dreigeschossiger Fachwerkbau auf niveauausgleichendem mit Keramik verkleideten Sockel, unter Satteldach in Krempziegeldeckung. Fassade des Erd- und ersten OG massiv ersetzt, im zweiten OG erhaltenes Fachwerkgefüge mit Fußstrebenpaaren. Balkenköpfe mit geriefeltem Viertelstab, Schwelle und Füllhölzer mit Schiffskehle von schmalen gefasten Wulst, darauf typischer Kerbschnitt, Knaggen unter der Traufe erhalten mit dreigeriefelten Halbrundstäben, dazwischen tiefe Kehlen. Rückwärtige Fassade teilweise massiv ersetzt, mit Krempziegelbehang. | 32702956                        | BW             |
| Gröpern 56 52° 13′ 41″ N, 11° 0′ 19″ O                       | Wohn-/ Wirtschaftsgebäude             | Dreigeschossiger Fachwerkbau in Stockwerksbauweise unter Satteldach in Betonpfannendeckung. Im EG ein moderner massiver Ladeneinbau, im ersten und zweiten OG ein leicht verändertes Fachwerkgefüge mit Fußstrebenpaaren in den Brüstungsgefachen und gekuppelten Ständern, Ausfachung in Ziegelziersetzung. Im Schwellriegel unten eine erhaltene Inschrift, Gebälk im ersten OG mit Bohle verdeckt. | 32702980                        | BW             |
| Gröpern 57 52° 13′ 40″ N, 11° 0′ 19″ O                       | Wohn-/ Wirtschaftsgebäude             | Dreigeschossiger Fachwerkbau mit zweigeschossigem Anbau in Stockwerksbauweise, auf verputztem Sockel unter Satteldächern in Hohlpfannendeckung. Hauptbau: OG vorkragend, Rähm und Füllholz mit Zahnschnitt und flacher Wulst, Schwelle mit schmaler Schiffskehle, eingerahmt von Tauband mit Perlenschnüren. Knaggen in Form von Volutenkonsolen mit Perlband in der Mitte, teilweise entfernt. In den Brüstungsfeldern der Giebelseite Bohlen mit Halbrundbögen aus doppelten Tauband mit Perlstab. Ehemalige Aufzugsluke am Giebel mit doppeltem Tauband und Perlschnüren eingefasst, jetzt zugesetzt. Aufgeblatteter Brüstungsriegel am Giebeldreieck erhalten. Anbau: EG teils durch modernes Fachwerk, teils massiv ersetzt, dabei Vorkragung teilentfernt. Östlich gerundete Balkenköpfe, profilierte Füllhölzer und Schwelle mit schmaler Schiffskehle. Oben mit Schleppgauben. | 32702998                        | BW             |
| Großer Katthagen 18 52° 13′ 52″ N, 11° 0′ 17″ O              | Häuserzeile                           | Drei traufständige zweigeschossige unterkellerte Wohnhäusern. Auf beiden Traufseiten einen identischen Mittelrisalit, alle Risalite sind von Dacherkern unter Satteldach in Krempziegeldeckung bekrönt. Die verputzten Massivbauten ruhen auf einem niveauausgleichenden, an den Eckhäusern verputzten Hausteinsockel. DG mit Drempel unter abgewinkeltem Satteldach in Krempziegeldeckung ausgebaut, die Hauptfassaden mit zahlreichem plastischem Dekor in Renaissance-Formen versehen. Eckhaus mit Geschäft im Erdgeschoss, an abgeschrägter Ecke im OG Balkon mit Balustrade auf weit vorkragenden Voluten-Konsolen, darüber Dacherker mit seitlichen Voluten. | 32703041                        | BW             |
| Gustav–Steinbrecher–Straße 10 52° 13′ 32″ N, 11° 0′ 13″ O    | Villa                                 | Frei stehender, unterkellerter, eingeschossig verputzter Massivbau Hausteinsockel unter abgewalmtem Krüppelwalmdach in Hohlpfannendeckung. Dach zweistöckig ausgebaut. Giebelständig ausgerichtet, überdachter Eingang nach offenen Treppe. Im östlichen Drittel eine polygonale Auslucht im EG mit darüberliegendem Balkon. An Ostfassade mittig runde Auslucht mit darüberliegendem Balkon. Im zweiten DG Fledermausgaube. | 32703374                        | BW             |
| Gustav–Steinbrecher–Straße 17 52° 13′ 27″ N, 11° 0′ 14″ O    | Villa                                 | Dreigeschossiger, unterkellerter, verputzter Massivbau auf verputztem Sockel mit Eckverquaderung unter abgewinkeltem Satteldach in Falzziegeldeckung. Nördliche Hälfte der Ostfassade ein 2 m vorspringender Wintergarten im Erd- und OG unter flachgeneigtem Dach vorgebaut. An der Nordseite im ersten und zweiten OG polygonaler Erker. Die Fensteröffnungen mit Stuck verziert. Das Dach an der Westseite ist abgewalmt, die Hauptfirstlinie steht parallel zur Bülowstraße. Das ausgebaute DG zeigt nördlich Schleppgaube in Schieferdeckung, im Osten Zwerchgiebel in Fachwerk. | 32703395                        | BW             |
| Gustav–Steinbrecher–Straße 18 52° 13′ 26″ N, 11° 0′ 14″ O    | Villa                                 | Zweigeschossiger, traufständiger, verputzter, unterkellerter Massivbau auf verputztem Sockel unter Satteldach in Falzziegeldeckung. DG zweigeschossig ausgebaut. Das Gebäude bildet mit der nördlich anschließenden Villa der Gustav-Steinbrecher-Straße 18 eine Doppelvilla. Südlicher Teil der Hauptfassade ein circa 1 m vorkragender Risalit mit einem Ecksöller im EG. Zwei nördlich anschließende Dachgauben und Giebel der Südfassade Fachwerk. | 32703413                        | BW             |
| Gustav–Steinbrecher–Straße 19 52° 13′ 25″ N, 11° 0′ 14″ O    | Villa                                 | Zweigeschossiger, traufständiger, verputzter, unterkellerter Massivbau auf verputztem Sockel unter Satteldach in Falzziegeldeckung. DG ist ausgebaut. Eingang an nördlicher Hauptfassade. Dahinter westlich anschließend ein zweigeschossiger Vorbau unter vorkragendem Pultdach. Östlich des Eingangs springt ein dreigeschossiger Risalit mit zweigeschossigem polygonalem Vorbau leicht vor, Brüstungsfelder im OG Zierputz in Jugendstilornamentik. Den Risalit krönender Schweifgiebel zeigt über Drillingsfenster. Die originalen Fensterrahmen sind erhalten, im oberen Drittel buntes Fensterglas in Bleiverglasung. | 32703431                        | BW             |
| Gustav–Steinbrecher–Straße 20 52° 13′ 25″ N, 11° 0′ 14″ O    | Villa                                 | Zweigeschossiger, traufständiger, verputzter, unterkellerter Massivbau auf verputztem Sockel unter Satteldach in Falzziegeldeckung. DG mit Drempel ausgebaut. Eingang befindet sich nach einem Treppenlauf am südlichen Eck des Gebäudes. Die Südfassade weist ein Krüppelwalmdach auf. An Hauptfassade Stufen zu einer weit hervorkragenden Veranda im EG mit auf Säulen mit neoromanischen Würfelkapitellen mit vegetabilem Zierputz ruhenden offenen Arkaden. Südlich schließt ein zur Südfassade abgeschrägter Eckerker die Hauptfassade ab. Mittig ein Risalit über dreieinhalb Geschosse, in Höhe des ersten Geschosses ein polygonaler Erker mit vegetabilem Zierputz, darüber ein Fachwerkgiebel. Der Risalit ist zweigeschossig von Putzquadern an den Ecken umschlossen, Zierputzrahmen. | 32703449                        | BW             |
| Gustav–Steinbrecher–Straße 21 52° 13′ 24″ N, 11° 0′ 14″ O    | Villa                                 | Zweigeschossiger, giebelständiger, verputzter, unterkellerter Massivbau verputztem Sockel unter Krüppelwalmdach in Falzziegeldeckung. DG zweistöckig ausgebaut, an der Hauptfassade wird das hervorkragende Dach des Giebels von Holzbalken getragen. 1906 errichtet, 1910 Holzveranda an Südostecke zweigeschossig angebaut. An Nordfassade Treppenhausvorbau mit steigenden Rundbogenfenstern im OG. An Hauptfassade polygonaler Erker mit bunten Jugendstilglasfenstern unter hervorkragendem Zeltdach vorgesetzt. Die Fenster des unteren Dachgeschosses enden spitzbogig, mit gedrückter Kämpferhöhe. | 32703467                        | BW             |
| Gustav–Steinbrecher–Straße 52° 13′ 30″ N, 11° 0′ 17″ O       | Alter Friedhof                        | Zweigeschossiger, giebelständiger, verputzter, unterkellerter Massivbau verputztem Sockel unter Krüppelwalmdach in Falzziegeldeckung. DG zweistöckig ausgebaut, an der Hauptfassade wird das hervorkragende Dach des Giebels von Holzbalken getragen. 1906 errichtet, 1910 Holzveranda an Südostecke zweigeschossig angebaut. An Nordfassade Treppenhausvorbau mit steigenden Rundbogenfenstern im OG. An Hauptfassade polygonaler Erker mit bunten Jugendstilglasfenstern unter hervorkragendem Zeltdach vorgesetzt. Die Fenster des unteren Dachgeschosses enden spitzbogig, mit gedrückter Kämpferhöhe. | 32703354                        | BW             |
| Gustav–Steinbrecher–Straße 40a 52° 13′ 19″ N, 11° 0′ 17″ O   | Tankstelle                            | Ehemalige DEA-, dann Aral-Tankstelle, bestehend aus dem Kassenhäuschen, durch Zwischentrakt mit Wagenhalle verbunden, Schmetterlingsdach der ehemaligen Zapfanlage. Kassenhaus und Wagenhalle in Massivbauweise mit äußerer Fliesenverkleidung, Überdachung auf Stahlbetonstützen als flaches, nach innen geneigtes dünnes Stahlbetondach. Anlage weitgehend im Originalzustand. | 32714841                        | BW             |
| Johannesstraße 8 52° 13′ 27″ N, 11° 0′ 27″ O                 | Villa                                 | Freistehender unterkellerter zweigeschossiger verputzter Massivbau auf hohem Haustein- und Ziegelsockel unter Walmdach in Falzziegeldeckung auf trapezförmigen Grundriss. Hauptfassade symmetrisch gegliedert, Mittelrisalit mit Zwerchhausabschluss in Fachwerk, mit verbrettertem Giebel und hervorkragendem Krüppelwalmdach. Westseite mit mittigem Erker im OG gestaltet, der von Turmhelm bekrönt wird, und vertieft liegenden Loggien in nördlichem Drittel. An der Südwestseite polygonaler Vorbau im EG; Fassade an Südseite schlicht gehalten. Alle Fassaden mit Rauputz, Fenstereinfassungen in glattem Putz. | 32704451                        | BW             |
| Johannesstraße 12 52° 13′ 25″ N, 11° 0′ 29″ O                | Wohnhaus                              | Zweigeschossiger traufständiger, unterkellerter Bau von 1897 in sichtbarem Backsteinmauer auf hohem Quadersockel. Ausgebautes DG unter Satteldach in Falzziegeldeckung, westlicher Giebel abgewalmt. An Hauptfassade Risalit, EG in Quadermauerwerk, im ersten Geschoss hervorkragender Wintergartenvorbau in Fachwerk von 1904, darüber rundbogiger Ziergiebel mit Muschelbekrönung in Sandstein im krönenden Giebeldreieck. Fenster mit Sandsteineinfassungen, teilweise profiliert. Nordwestecke im OG abgeschrägt, darüber Turmaufbau mit abschließendem hervorkragendem Zeltdach. Kleinteilige originale Fensterversprossung weitgehend erhalten. | 32704473                        | BW             |
| Johannesstraße 13 52° 13′ 25″ N, 11° 0′ 29″ O                | Wohnhaus                              | Zweieinhalbgeschossiges Eckhau mit Garten. Traufständig mit geböschten Ecken stehender unterkellerter Massivbau in sichtbarem Backsteinmauerwerk, im OG verputzt, auf Natursteinquadersockel. Nach Osten abgewalmtes Satteldach in Falzziegeldeckung. Hauptfassade mit zweigeschossigem Mittelrisalit und mittigem Zwerchhaus. Im EG Zieranker, im ersten Geschoss Fachwerk und spitzbogiges Drillingsfenster. Östlich geschlossene Veranda in Holzkonstruktion. Südliche Giebelseite kragt circa 40 cm vor, im DG Giebeltrapez in Fachwerk. An Südostecke heute zweigeschossiger Wintergartenvorbau in Holzkonstruktion. Rückwärtig Eingangs- und Treppenhausvorbau mit hochgelegener Eingangstür, originale Überdachung aus Eisen und Glas. | 32704495                        | BW             |
| Johannesstraße 13a 52° 13′ 24″ N, 11° 0′ 31″ O               | Bank                                  | Zweigeschossiger unterkellerter verputzter Massivbau auf Hausteinsockel unter Walmdach in Hohlpfannendeckung. Vertikale Gliederung und Eckbetonung aller Seiten durch je zwei paarweise angeordnete Kolossal-Pilaster mit ionischen Kapitellen, darüber sie verbindende horizontale Streben in Putz. Eingang an westlicher Ecke. Oberhalb der Fenster des EG vertiefte Brüstungsfelder, in den äußeren an der Hauptfassade Hochreliefs mit figürlichen Allegorien. Horizontale Gliederung durch feines Profil in Brüstungshöhe des OG und unter der Traufe. Je drei Schleppgauben unter kupfernem Tonnendach an den Dachseiten, im Westen eines. | 32704517                        | BW             |
| Johannesstraße 15 52° 13′ 24″ N, 11° 0′ 34″ O                | Villa                                 | Frei stehende Villa von 1905. Zweieinhalbgeschossiger verputzter Massivbau auf Bossenquadersockel aus Sandstein. Im Souterrain KG. Ausgebautes DG mit Drempel in Fachwerk, um Balkenbreite vorkragend, Konsolen farblich gefasst. Walmdach in Falzziegeldeckung, verschiedene Dachausbauten in Fachwerk vorwiegend unter abgewalmten Satteldächern. Allseitig Vorbauten in asymmetrischer Anordnung, besonders hervortretender Eckturm an Nordostecke mit Turmhelm unter hervorkragendem Zeltdach in Biberschwanzdeckung in Rundschnitt. Zwerchhäuser im Norden und Osten. Im Westen massiv überdachter Treppenhausvorbau mit im EG gelegenen Eingang. Im Osten 1910 erdgeschossig ein Wintergarten angebaut. Profilierte Fenstereinfassungen in Sandstein. | 32704538                        | BW             |
| Johannesstraße 16 52° 13′ 23″ N, 11° 0′ 36″ O                | Bank                                  | Frei stehender, unterkellerter, zweigeschossiger verputzter Massivbau auf Natursteinquadersockel unter steilem Walmdach in Biberschwanzdeckung in Segmentschnitt. Nordost- und Südostecke durch Rundtürme betont mit abschließenden welschen Hauben über Kartuschenreliefs; die anderen Fassadenecken mit Eckverquaderung. Fassade an Schöninger Straße mit reicher Natursteingliederung in Renaissanceformen. EG vorgezogen, Sockel bis Brüstungshöhe hochgezogen. Pilaster gliedern großflächige Korbbogenfenster. Im OG Balustrade über die ganze Breite. Hauptpfosten stehen in Achse der Pilaster des EG. Rückwärtige mittleren vier Fenster zusammengefasst, von Pilastern gegliedert und von einem Ziergiebel mit Rollwerk, Voluten, Löwenköpfen und Kartuschen bekrönt. Zwei Reliefs sind mittig angebracht. Darüber ein großer Stufengiebel mit Quadereinfassung und Voluten, bekrönt von einer männlichen Büste und vegetabilem Ornament. An Südostecke ein Nebeneingang, der Haupteingang an der Johannesstraße, über eine hohe Freitreppe zugänglich. Ein reich geschmücktes Rundbogenportal wird von Vollsäulen auf Quadern mit Löwenköpfen und ionischen Kapitellen umrahmt. Die Zwickel zeigen das Erbauungsjahr 1909. | 32704559                        | BW             |
| Juliusstraße 10 52° 13′ 36″ N, 11° 0′ 19″ O                  | Wohnhaus                              | Zweigeschossiger traufständiger unterkellerter Massivbau auf verputztem Sockel. Nordwestgiebel freistehend. Drempel unter vorkragendem Satteldach in Betondachsteindeckung ausgebaut. Etwas außermittiger Risalit mit Zwerchhaus-Abschluss. EG in Quaderimitation verputzt, das OG aus Ziegelmauerwerk mit durchgehenden profilierten Sohlbankgesims. Vertiefte Brüstungsfelder aus Putz unter Flachbogenfenstern im OG mit schlichten Verzierung eines doppelten Kreises mittig. Über den Fensterrahmungen im Ober- und DG Bögen aus helleren Ziegeln, ebenso Treppenfries am Ortgang des Zwerchhauses und des Nordgiebels unter vorkragendem Krüppelwalmdach mit herauskragendem, verziertem Holzgebälk. | 32704643                        | BW             |
| Kleiner Wall 1 52° 13′ 28″ N, 11° 0′ 44″ O                   | Wohnhaus                              | Freistehender, zweigeschossiger verputzter Massivbau über unregelmäßigem Grundriss auf spitzwinkeligen Grundstück, auf Sandsteinquadersockel, unterkellert, unter abgewinkelten und abgewalmten Satteldach in Ziegelpfannendeckung. Profiliertes Gurtgesims sowie profilierten Fenstereinfassungen aus Sandstein in spätklassizistischen Formen. An der Südostecke ein späterer Eingangsvorbau, ehemaliger Eingang zugesetzt. Rückwärtig verschiedene An- und Umbauten. | 32704946                        | BW             |
| Kleiner Wall 2 52° 13′ 28″ N, 11° 0′ 46″ O                   | Villa                                 | Eingeschossiger verputzter Massivbau in neobarocken Formen auf souterrainartigem Sockel, mit ausgebauten DG unter Mansarddach in Falzziegeldeckung. Queraufgeschlossener Hauptflügel mit symmetrischer Fassadengliederung: Mittelrisalit von Zwerchhaus mit reichem Ziergiebel abgeschlossen, davor Altan über geschwungenem Grundriss. Eckbetonung durch Lisenen mit abschließenden Kartuschen im Kapitellbereich. Motiv der Balkon-Balustrade am Dachansatz um den Bau herumgeführt. Profilierte Sandsteingesimse, reiche Fenstereinfassungen aus Sandstein mit ornamentierten geschweiften Giebelabschlüssen. Massive Dachhäuschen ebenfalls in aufwendiger Gestaltung. | 32704965                        | BW             |
| Kleiner Wall 13 52° 13′ 31″ N, 11° 0′ 50″ O                  | Wohnhaus                              | Zweigeschossiger verputzter Massivbau über unregelmäßigem Grundriss auf verputzten Sockel, unterkellert, mit teilweise ausgebauten DG mit Drempel unter Satteldach in Falzziegeldeckung. Asymmetrische Fassadengliederung, Risalit mit Zwerchhaus mit Schweifgiebel. Eingezogene Balkone in Dreiviertel-Kreisöffnung im EG, im OG mit Segmentbogen-Abschluss. Flache Fenstereinfassung in Jugendstilformen, mit vegetabilen Reliefs am Mittelrisalit und über Balkon. | 32705066                        | BW             |
| Leipziger Straße 52° 13′ 38″ N, 11° 1′ 44″ O                 | Ludgerikreuz / Quellenhaus            | Über dem Erdraum der Ludgeri-Quelle steht das Eisenzkreuz auf einem achteckigen Sockel befestigt. Auf dem Querbalken des Kreuzes beidseitig Inschrift Das Erbauungsjahr, 1845, ist im Sockel inschriftlich überliefert. Kleiner Erdraum von circa 2,50 Meter auf 2,50 Meter mit Ludgeri-Quelle, Gewölbe mit flacher Tonne, Zugang durch niedrige Türöffnung an Sandsteinstützmauer, aufwendiges Sandsteingewände mit Eselsrücken, dreiecksförmige Sandsteinquaderabdeckung mit Wetz- und Schleifrillen. | 32714342/1/-/ 32699054 32714342 | BW             |
| Leuckartstraße 31 52° 13′ 45″ N, 11° 0′ 15″ O                | Wohnhaus                              | Zweigeschossiger traufständiger verputzter Fachwerkbau in Stockwerksbauweise auf verputztem Sockel unter Satteldach in Krempziegeldeckung. OG vorkragend. An der Stirnseite eine Eingangstür von um 1900. | 32707200                        | BW             |
| Leuckartstraße 37 52° 13′ 46″ N, 11° 0′ 15″ O                | Wohnhaus                              | Zweigeschossiger traufständiger Fachwerkbau in Stockwerksbauweise auf verputztem Sockel, Satteldach in Hohlpfannendeckung, Ausfachung verputzt. Regelmäßige Gefüge mit gekuppelten Ständern und zweifeldigen Streben. | 32707219                        | BW             |
| Magdeburger Straße 9 52° 13′ 32″ N, 11° 0′ 51″ O             | Wohnhaus                              | Zweigeschossiger Massivbau in Bruchsteinmauerwerk (Tuff) und Eckquaderung in Sandstein, auf Sandsteinquadersockel, unterkellert, mit Drempel unter Satteldach in Falzziegeldeckung. Mittelrisalit mit Frontspieß, Gurtgesims, Konsolenfries unter der Traufe aus Sandstein. Am Nordwestgiebel gekuppelte Fenster mit mittigem Sandsteinpfeiler, darüber Rundbogennische mit Frauenfigur. | 32707621                        | BW             |
| Magdeburger Tor 3 52° 13′ 23″ N, 11° 1′ 2″ O                 | Chausseegeld-Einnehmer-Haus           | Frei stehender eingeschossiger Bau. Das Krüppelwalmdach in Krempziegeln gedeckt. Die Loggia verweist auf klassizistische Formen. An Süd- und Westfassade zwei Grabplatten französischer Adliger. Eine französische Inschrift erinnert an den Grafen von Limon, Jérôme-Joseph Geoffroy (geb. 1746). Die Grabplatte ist von einem klassizistischen Gebälk über einer Laubgirlande bekrönt. Der Grabstein der Südfassade verweist mit lateinischer Inschrift und bildlichem Relief einer klassizistischen Urne, drapiert mit einem Tuch und Palmzweig, an einen Marquis d’Aligre (1727–1800). | 32707682                        |                |
| Marienstraße 6 – 9 52° 13′ 50″ N, 11° 0′ 15″ O               | Häuserzeile                           | Häuserzeile von vier stilistisch identischen zweigeschossigen traufständigen Wohnhäusern. Das EG ist als Putzquaderung, das erste Geschoss in sichtbarem Backsteinmauerwerk ausgeführt, mittig kragt, ausgenommen Nr. 6, ein Risalit leicht vor, der im DG in eine Giebelgaube mit rundem Blendfenster unter Satteldach in Krempziegeldeckung mündet. Das ausgebaute DG mit Drempel mit Satteldach in Krempziegeln gedeckt. Pilaster an den Gebäudeecken und an den Mittelrisaliten sowie Gurtgesimse im klassizistischen Stil, im OG profilierte Fensterverdachungen als Dreiecksgiebel in den Risaliten. | 32707872                        | BW             |
| Maschweg 52° 14′ 17″ N, 11° 0′ 58″ O                         | Brunnenhaus                           | Ursprünglich ein kleiner gelber giebelständiger Backsteinbau unter Satteldach in Steindeckung. An der Hauptfassade Treppengiebel, vor der dortigen Türöffnung mittig hervorkragender klassizistisches Portal aus Sandstein mit Giebel, Gebälk auf vier Pfeilern ruhend. Heute nur noch das Portal erhalten. | 32714177                        | BW             |
| Maschweg 9 52° 14′ 10″ N, 11° 0′ 50″ O                       | ehem. Kreisjägerhof                   | Giebelständiger freistehender zweigeschossiger Massivbau auf einem Hausteinsockel. Krempziegelwalmdach. EG verputzt, das OG in Holz verschalt. An der ehemaligen Haupteingangsseite im Südwesten ein Mittelrisalit mit abschließendem Giebeldreieck. Vor dem heutigen Haupteingang ein Holzvorbau mit Balkon im OG und abschließendem Giebel. Nordöstlich kragt dieser Flügel weit heraus. An der Südwestfassade nördlich ein Nebeneingang, im Giebel das Fertigungsjahr 1938. Im Süden ein weit hervorkragender Eingang mit Holzarkaden im EG. Mittig ein weiterer Eingang. | 32714227                        | BW             |
| Maschweg 9 52° 14′ 11″ N, 11° 0′ 49″ O                       | Waterloo-Denkmal                      | Denkmal in Form eines quadratischen längsrechteckigen Postaments auf quadratischem Grundriss und einem krönenden Urnenaufsatz mit der vergoldeten Inschrift F.W. (Friedrich Wilhelm von Braunschweig). | 32708254                        | BW             |
| Maschweg 9 52° 14′ 10″ N, 11° 0′ 48″ O                       | Standbild                             | Lebensgroßer bronzener Hirsch auf Bronzesockel auf hohem Kalksandsteinpostament auf abgestuftem Sockel. Wohl zeitgleich und im Zusammenhang mit dem Schützenhaus aufgestellt. | 32714252                        | BW             |
| Ostendorf 1 52° 13′ 35″ N, 11° 0′ 51″ O                      | Wohnhaus                              | Zweigeschossiger Fachwerkbau in Stockwerksbauweise auf niveauausgleichendem Sockel, unter Satteldach mit Hohlpfannendeckung. Fachwerkgefüge durch Fenstereinbau verändert, mit Streben über zwei Gefache. OG vorkragend über Balkenköpfen, mit Schwelle und Füllhölz durchlaufend zu einer flachen Wulst und flachen Kehle profiliert sind. | 32708855                        | BW             |
| Ostendorf 2 52° 13′ 35″ N, 11° 0′ 51″ O                      | Wohnhaus                              | Zweigeschossiger verputzter Fachwerkbau in Stockwerksbauweise auf niveauausgleichendem, vorspringenden Sockel und Satteldach mit Hohlpfannendeckung. OG vorkragend über Balkenköpfen, die mit Schwelle und Füllholz durchlaufend zu einer flachen Wulst und flachen Kehle profiliert sind. Im UG gekuppelte Ständer im Fachwerk, im OG Andreaskreuz im mittleren Brüstungsfach. Rückwärtige Fassade zum Teil massiv ersetzt. | 32708877                        | BW             |
| Ostendorf 3 52° 13′ 35″ N, 11° 0′ 51″ O                      | Wohnhaus                              | Zweigeschossiger Fachwerkbau in Stockwerkbauweise mit mittigen Zwerchhaus auf mit Ziegeln verblendeten niveauausgleichendemSockel unter Satteldach mit Hohlpfannendeckung. Seitlicher Behang des Giebels mit Hohlpfannen und des Zwerchhauses mit Falzziegeln. Fassade fachwerkähnlich mit Brettern verkleidet und verputzt, Fachwerk selbst mit gekuppelten Ständern und mit Dreiviertel- und Fußstreben ausgesteift. | 32708895                        | BW             |
| Ostendorf 4 52° 13′ 35″ N, 11° 0′ 51″ O                      | Wohnhaus                              | Dreigeschossiger stark verputzter Fachwerkbau in Stockwerksbauweise im OG, die EG–Fassade massiv ersetzt und verputzt mit Rustika–Elementen, mit Keramik verblendeter Sockel, vorgelegte Treppe und flachgeneigtes Satteldach. Fenster im ersten OG verändert, linke Gebäudehälfte mit Längsstrebe und Andreaskreuz akzentuiert. Dachgeschoss 1875 aufgestockt. | 32708917                        | BW             |
| Ostendorf 5 52° 13′ 35″ N, 11° 0′ 51″ O                      | Wohnhaus                              | Zweigeschossiger stark verputzter Fachwerkbau in Stockwerksbauweise auf niveauausgleichendem Sockel aus Ziegelstein, vorgelegter Treppe und Satteldach mit Betonpfanneneindeckung. Rückwärtige Front verputzt, OG leicht vorkragend. | 32708935                        | BW             |
| Ostendorf 6 52° 13′ 36″ N, 11° 0′ 52″ O                      | Wohnhaus                              | Zweigeschossiger Fachwerkbau in Stockwerksbauweise mit vorgelegter Stufe, Satteldach mit Hohlpfannendeckung, verputzte Ausfachung mit getrockneten Ziegeln und Bruchsteinen. Rückwärtiges Fachwerk-Gefüge mit gekrümmten Streben über zwei Gefache, Gefüge der Vorderfront nach altem Bestand: OG schwach vorkragend, Gebälk als profiliertes Gesims ausgestaltet, Fußstrebenpaare in den Brüstungsgefachen. | 32708953                        | BW             |
| Ostendorf 7 52° 13′ 36″ N, 11° 0′ 52″ O                      | Wohnhaus                              | Zweigeschossiger Fachwerkbau mit massiver Fassade im Erdgeschoss, auf niveauausgleichendem verputztem Sockel mit zwei vorgelegten Stufen unter Satteldach mit Hohlpfannendeckung und großer Schleppgaube. Im EG Putzquaderung, im OG profilierte geputzte Fenstereinfassungen über Sohlbankgesims. | 32708971                        | BW             |
| Ostendorf 8 52° 13′ 36″ N, 11° 0′ 52″ O                      | Wohnhaus                              | Zweigeschossiger Fachwerkbau auf niveauausgleichendem Sockel, unterkellert und unter Satteldach mit Hohlpfannendeckung. Fachwerkgefüge durch Fenstereinbau verändert, im OG Andreaskreuze in den Brüstungsgefachen, im EG einzelne Fußstreben. Das OG vorkragend: Balkenköpfe, Füllbretter und Schwelle mit Wulst und Kehlen durchlaufend profiliert. Freistehende Giebelwand mit Bitumenplatten verkleidet. Im südlichen Hausteil ehemals Stall. | 32708989                        | BW             |
| Ostendorf 9 52° 13′ 36″ N, 11° 0′ 52″ O                      | Wohnhaus                              | Zweigeschossiger schlichter Fachwerkbau in Geschossbauweise, auf keramikverblendeten Sockel, mit zwei vorgelegten Stufen, unter Satteldach mit Hohlpfannendeckung. Türeinfassung ebenfalls in Keramik. Fachwerkgefüge mit gekuppelten Ständern und Ausfachung in Ziegelziersetzung. Rückwärtiger Teil vollständig mit Ziegeln verblendet. 1973 Umbau, das EG wurde bis auf Fassade massiv ersetzt. Um 1800 errichtet. | 32709007                        | BW             |
| Ostendorf 10 52° 13′ 37″ N, 11° 0′ 51″ O                     | Wohnhaus                              | Zweigeschossiger Fachwerkbau in Geschossbauweise verputztem Sockel, teilunterkellert. Im Osten zwei Fach breiter Anbau zurückgesetzt. Satteldächer in Hohlpfannendeckung. Fachwerkgefüge mit ca. 2,00 m breiten Gefachen verändert und tw. erneuert, Riegel versetzt, einzelne Fuß- und Kopfstreben im Gefüge. Die freistehende Giebelwand mit Hohlpfannenbehang verkleidet, die rückwärtige Fassade massiv ersetzt. Im Riegel über der Eingangstür Datierung auf „1569“(i). | 32709025                        | BW             |
| Ostendorf 13 52° 13′ 36″ N, 11° 0′ 52″ O                     | Wohnhaus                              | Zweigeschossiger verputzter Fachwerkbau mit Zwerchhaus auf niveauausgleichendem Sockel unter Satteldach mit Betonpfannendeckung. Fassade massiv, mit geohrten Fenstereinfassungen und Sohlbankgesims im OG. | 32709081                        | BW             |
| Ostendorf 14 52° 13′ 36″ N, 11° 0′ 53″ O                     | Wohnhaus                              | Zweigeschossiger verputzter Fachwerkbau auf niveauausgleichendem Sockel. Satteldach in Falzziegeldeckung und Schleppgaube. Gebälk unter der Traufe nicht verputzt, die Balkenköpfe mit Wulst, Füllhölzern und Schwelle schiffskehlartig gefasst. Gefache mit Ziegelziersetzung, die rückwärtige Fassade mit durchschießenden Ständern. | 32709099                        | BW             |
| Ostendorf 15 52° 13′ 36″ N, 11° 0′ 53″ O                     | Wohnhaus                              | Zweigeschossiger sehr schmaler Fachwerkbau in Stockwerksbauweise mit mittleren Zwerchhaus auf niveauausgleichendem verputzten Sockel unter Satteldach in Hohlpfannendeckung. Seitlicher Behang des Zwerchhauses ebenfalls mit Hohlpfannen, Fachwerk wurde durch Fenstereinbau verändert, an Ostseite mit halben Andreaskreuz und im Zwerchhaus mit einzelnen Fußstreben ausgesteift. Gebälk im EG mit durchgehender Holzbohle verblendet. | 32709117                        | BW             |
| Ostendorf 16 52° 13′ 36″ N, 11° 0′ 53″ O                     | Wohnhaus                              | Zweigeschossiger verputzter Fachwerkbau mit mittlerem Zwerchhaus unter Satteldach in Hohlpfannendeckung. Sockel mit Keramik verblendet, das Gebäude teilunterkellert. Seitlicher Behang und Giebelbehang des Zwerchhauses mit Schiefer. Rückwärtiges Fachwerk mit einzelnen Fußstreben ausgesteift. | 32709135                        | BW             |
| Ostendorf 18 52° 13′ 36″ N, 11° 0′ 54″ O                     | Wohnhaus                              | Zweigeschossiger stark verputzter Fachwerkbau auf Sockel in verputztem Ziegelmauerwerk unter Satteldach in Hohlpfannenziegeldeckung, der Behang des freistehenden Giebels mit Hohlpfannenziegeln. | 32709153                        | BW             |
| Ostendorf 19 52° 13′ 36″ N, 11° 0′ 54″ O                     | Wohnhaus                              | Stark verputzter zweigeschossiger Fachwerkbau in Stockwerksbauweise mit aufgemauerten Drempel, Satteldach mit Asbestzementplattendeckung. Fachwerk im EG mit gekuppelten Ständern, im OG mit entgegenlaufenden Streben ausgesteift, Gefache in Ziegelziersetzung verblendet. | 32709171                        | BW             |
| Ostendorf 20 52° 13′ 37″ N, 11° 0′ 54″ O                     | Wohnhaus                              | Zweigeschossiger stark veränderter Fachwerkbau, EG zum Teil massiv ersetzt. Fachwerk des OG leicht vorkragend mit verputzter Ziegelausfachung, Gebälk mit profilierten Füllhölzern verblendet. Satteldach mit Betonpfannen gedeckt. | 32709189                        | BW             |
| Ostendorf 21 52° 13′ 37″ N, 11° 0′ 54″ O                     | Wohnhaus                              | Zweigeschossiger Wohnbau, mit massiver Fassade in Ziegelstein mit Segmentbogenstürzen und Sohlbankgesims im OG, unter Satteldach mit Betonpfannendeckung. | 32709207                        | BW             |
| Ostendorf 22 52° 13′ 37″ N, 11° 0′ 55″ O                     | Wohnhaus                              | Zweigeschossiger Rohziegelbau Steinsockel, unterkellert, hohe Giebel unter Satteldach in Falzziegeldeckung. Drei symmetrische Dachgauben nach Ausbau zu großen Schleppgaube mit Bitumenplattenbehang verwachsen. Dunkelbraun glasierte Elemente wie Konsolenfries unter der Traufe, Sohlbankplatten, Gurtgesims und Zierbänder. Anbau im Norden von 1859 ursprünglich Stall. | 32709225                        | BW             |
| Ostendorf 23 52° 13′ 37″ N, 11° 0′ 55″ O                     | Wohnhaus                              | Zweigeschossiger Fachwerkbau in Stockwerksbauweise auf Ziegelsockel unter Satteldach in Hohlpfannendeckung. Fachwerk im OG auf der vorderen Traufseite mit Fußstrebenpaaren, auf der Giebelseite mit symmetrisch angeordneten, zu– und entgegenlaufenden Vollstreben und Andreaskreuz über dem Hahnenbalken, die Gefache verputzt. Aufwendig gestaltete Eingangstür aus Holz. | 32709243                        | BW             |
| Ostendorf 23 52° 13′ 38″ N, 11° 0′ 55″ O                     | Brücke                                | Brücke aus Bruch- und Sandstein mit überwölbten Mauerdurchlass für den ehemaligen Mühlgraben und heutigen Wasserlauf, angeschlossen an ein Teilstück der historischen Klosterumfriedung. | 32699356                        | BW             |
| Ostendorf 24 52° 13′ 38″ N, 11° 0′ 55″ O                     | Wassermühle des Klosters St. Ludgeri  | Zweigeschossiger Fachwerkbau in Stockwerksbauweise, mit eingeschossigen Anbau im Norden, auf verputztem Sockel unter Satteldach in Hohlpfannendeckung mit rückwertiger Abseite. Giebelseitige Verkleidung mit Hohlpfannen und Schiefer. OG vorkragend mit Fußstrebenpaaren und durchlaufend angeblattetem und profilierten Brüstungsriegeln, durch Fenster unterbrochen. Im EG Dreiviertelstrebe, im Gebälk Balkenköpfe an der Unterkante abgerundet, Füllhölzer und Schwelle schiffskehlenartig ausgearbeitet. Die Wassermühle auf diesem Grundstück wurde 1251 erstmalig erwähnt, 1845 wurde sie abgebrochen. | 32709261                        | BW             |
| Ostendorf 30 52° 13′ 34″ N, 11° 0′ 54″ O                     | Grundschule St. Ludgeri               | Zweigeschossiger Ziegelbau mit Ziegelverblendern, erbaut 1895. Nordseite mit Risalit und glasierten Zierbändern, in den Giebelfeldern Bogenfriese. Erweitert durch Aufstockung des südlichen Vorbaus 1901, Dach mit Doppelmuldenfalzziegeleindeckung. An der Nordecke befindet sich eine farbig gefasste Nischenskulptur des Hl. Ludger unter Holzbaldachin von 1859, ausgestattet mit Abtsstab und Mitra. | 32708827                        | BW             |
| Ostendorf 30 52° 13′ 35″ N, 11° 0′ 52″ O                     | Grundschule St. Ludgeri               | Zweigeschossiger verputzter Massivbau auf hohem Bruchsteinsockel unter Walmdach mit Krempziegeldeckung. Bauzeitlicher Fensterbestand erhalten, nördliche Traufseite mit halbrunden Risalit mit Treppenhaus und Datierung „1921“ (i). | 32708772                        | BW             |
| Parkstraße 1 52° 13′ 28″ N, 11° 0′ 23″ O                     | Villa                                 | Freistehende Villa. Stark gegliederter, zweieinhalbgeschossiger Sandsteinquaderbau auf Souterrain. Der Eingang im Norden erschließt sich über Treppen, die ursprüngliche Haustür ist erhalten. Darüber ein utluchtartiger Erker mit Ziergiebel. Vor der Ostfassade auf Erdgeschosshöhe Terrasse mit neogotischer Maßwerkbrüstung, mittig Schweifgiebel, im nördlichen Drittel polygonaler Eckturm mit Welscher Haube in Kupferdeckung. Mittelrisalit der Südfassade kragt hervor, ein flacher Altan mit Balkon mit auf Säulen auf Brüstung ruhender geschweifter Überdachung, ebenfalls in Kupfer gedeckt. An Westfassade im OG Veranda in Holzkonstruktion. Unterschiedliche Fensterformen mit profilierter Einfassung, teilweise in Vorhangbogenform. Jugendstil-Dekor an Fenstern und Giebeln mit Elementen der Gotik und der Renaissance. Die ursprüngliche Innenausstattung ist weitestgehend erhalten. | 32709884                        | BW             |
| Parkstraße 5 52° 13′ 31″ N, 11° 0′ 21″ O                     | Grottenanlage                         | Künstlich angelegte Grottenanlage mit Hausteinquadermauer. Die Höhe der Stützmauer variiert, außerhalb des Grundstücks führt eine Treppe entlang. Zinnenartig alternieren Pfeiler und Wandflächen mit Rundbogennischen unter sattelförmigen Mauerkronen in Biberschwanzdeckung. Die Grotte ist fast ganz geschlossen. Der Innenraum zeigt einen runden Kuppelbau von ca. 3,5 m Durchmesser und ca. 2,2 m hoch. Das Äußere zeigt sich heute als Felshöhe mit aufgetürmten Bruchsteinen. Am Zugang zur Grotte unregelmäßig, jedoch lagerhaft aufgeschichtet. | 41989271                        | BW             |
| Poststraße 5a 52° 13′ 28″ N, 11° 0′ 53″ O                    | Bahnmeisterwohnhaus                   | Zweieinhalbgeschossiger unterkellerter Massivbau von 1907 in barockisierenden Formen auf niveauausgleichendem Sockel mit Putzbänderung, ausgebautes Mansard–Walmdach mit Biberschwanzdeckung, Dachhäuschen und Fledermausgauben. Südwestliches Drittel des Gebäudes um einen Meter zurückgesetzt. Geputzte Ecklisenen, Einfassungen der Fenster und Sohlbänke. Portal mit Ochsenaugen–Oberlicht und Supraporte. An der Nordostseite mit Bogenstellung überdeckte Hauseingangstreppe, darüber Balkon, später zu Wintergarten umgebaut. Errichtet vom Architekten Freise als ehemaliges Inspektionsgebäude und Bahnmeisterwohnhaus. | 32714252                        | BW             |
| Schöninger Straße 1 52° 13′ 27″ N, 11° 0′ 38″ O              | Hotel Petzold                         | Freistehender, 1869 errichteter dreigeschossiger verputzter Winkelbau. Mit Umnutzung als Kino und Einbau eines Balkons 1924 blieb die historistische Ausstattung weitgehend erhalten. Ab 1883 entstanden Erweiterungsbauten. Der Ostflügel um fünf Achsen nach Süden erweitert. Risalite durch gestaffelte Pilaster in den oberen Geschossen vom Bau abgesetzt. Rundbogenfenster, teilweise gekoppelt, im ersten OG mit reichem Zierputz: Verdachung auf Konsolen, in den Zwickeln Kränze, in den Brüstungsfeldern Rankenornament. Zwillingsfenster mittig von Säule mit korinthischem Kapitell getrennt, darüber ein Löwenkopf. Zweites OG in verputztem Fachwerk erbaut. 1902 Flachdach aufgestockt. Große, sich über zwei Geschosse erstreckende Rundbogenfenster zwischen Pilaster-Stellung prägen die Nordfassade. Der Nordflügel ist unter Satteldach, rückwärtig im Hof ein Veranda-Vorbau in Holzkonstruktion (vor 1883). | 32710198                        | BW             |
| Schöninger Straße 4 52° 13′ 22″ N, 11° 0′ 34″ O              | Villa                                 | Freistehendes zweigeschossiges, giebelständiges, unterkellertes Eckhaus als verputzter Massivbau auf hohem Sockel. OG als Mansardgeschoss unter Mansarddach mit Schopf mit mittigen Zwerchhäusern unter Satteldach an den Traufen, stets Krempziegeldeckung. Die Hauptfassade ist von einem hervorkragenden Mittelrisalit am Zwerchhaus geprägt, im EG der Eingang hinter Terrasse. Toskanische Säulen tragen den Balkon im ersten Geschoss, Brüstung schmiedeeisern. Raumfolge im EG mit Windfang, Eingangshalle, Speise- und Herrenzimmer sowie Küche. Bauzeitliche Innenraumausstattung: gefliester Kamin, Garderobe, Buffetschrank, Wandvertäfelung und Wandschränken; künstlerisch bedeutende Stuckaturen mit Medaillons in expressivem Neoklassizismus und Jugendstil sowie keramische Fliesenboden der Küche mit blauen Rauten auf weißem Grund wie ursprünglich erhalten. | 32710226                        | BW             |
| Schöninger Straße 16 52° 13′ 23″ N, 11° 0′ 39″ O             | Villa                                 | Frei stehender, vielfach gegliederter, zweigeschossiger verputzter und unterkellerter Massivbau Rustikalquadersockel unter Mansardwalmdach in Falzziegeldeckung. Das DG ausgebaut. Kleinere Rund- und Rautenfenster zwischen den Rundbogenfenstern. Profilierte Gesimse und schlichte horizontale Bänderung aus Putz gliedern die Fassaden. Tür- und Nischenbekrönungen wie Muscheln und vegetabile Ornamente aus Sandstein in Frührenaissance–Formen. An Südwestecke polygonaler Eckturm mit Kuppelabschluss unter polygonalem Zwiebeldach in Schieferabdeckung. An Südfassade zweigeschossiger Altan mit Balkon vor Dachausbau mit Balustrade aus Eisen, davor halbrunder eingeschossiger Altan, Balkon mit Balustrade aus Naturstein. Schwach vortretender Mittelrisalit mit Hauseingang, Haustüre von Stuckornement und barocker Maske bekrönt, darüber eine Ädikula. Im OG bunt verglastes Fenster über Hauseingang. Der Mittelrisalits weist im DG zwischen zwei vorkragenden Pilastern und Halbrosetten eine Nische auf, bekrönt wiederum von einer Ädikula. | 32710249                        | BW             |
| Schulstraße 18 52° 14′ 4″ N, 11° 0′ 8″ O                     | Ernst–August–Schule                   | Schlossähnliche Dreiflügelanlage mit viergeschossigem Mitteltrakt und dreigeschossigen Flügeln auf Quadersockel und Souterrain. Verputzter Massivbau unter Mansardwalmdächern in Betondachsteindeckung, ringsum Dachhäuschen. Mitteltrakt straßenseitig mit flachen Seitenrisaliten, die die dreiachsige Mittelpartie mit ionischen Kolossalpilastern und abschließendem geschweiftem Giebel flankieren, im EG die beiden Haupteingänge, neobarocke Portale, das südliche für Knaben, das nördliche für Mädchen. Seitenflügel schlicht, umlaufende Gesimse über Souterrain und EG, erstes und zweites OG durch Kolossallisenen zusammengefasst. Rückwärtig angebauter Verbindungsgang zu modernen Gebäuden im Hof. Die Rückfassade des Südflügels ziert ein Flachrundrelief eines nackten Kindes mit Büchern oder Heften im Hintergrund. | 32710503                        | BW             |
| Schützenwall 20 52° 13′ 56″ N, 11° 0′ 25″ O                  | Wohnhaus                              | Zweigeschossiger verputzter freistehender Massivbau als Kubus auf Sandsteinsockel, unterkellert, unter Walmdach in Betonpfannendeckung. Bau allseitig mit Dekor der Neorenaissance versehen, mit Mittelrisaliten, im nördlichen OG von gekuppelten Pilastern eingefasst, darüber ehemals ein Dreiecksgiebel. EG mit Putzquaderung, Eingangsseite mit mittiger rundbogiger Haustür über fünfstufiger Freitreppe mit originalen Eisengitter. Profilierte Gesimse und Fenstereinfassungen, im OG Verdachungen auf Konsolen, darüber ein Konsolgesims als Traufe. Gebäude dreiseitig vom Garten, zum Nordertor mit Eisenzaun, zum Gröpern mit hoher Sandsteinmauer abgeschlossen. | 32710771                        | BW             |
| Schützenwall 23 52° 13′ 54″ N, 11° 0′ 24″ O                  | Wohnhaus                              | Zweigeschossiger stärker gegliederter verputzter Massivbau auf zum größten Teil verputzten Sockel, unterkellert, mit ausgebauten DG unter Mansarddach mit Schopf in Hohlpfannendeckung. Allseitig Giebel sowie Vor- und Dachausbauten unterschiedlicher Form und Größe. Am Schützenwall ein polygonaler Altan, am Gröpern risalitartiger Vorbau, dahinter kleiner Turmaufbau unter Zeltdach. Hochgelegener Eingang im Norden, jetzt überdacht. Fensterläden erhalten. 1913 für den Kapellmeister Fritz Voigt errichtet, im Stile der Reformarchitektur. | 32710834                        | BW             |
| Schützenwall 24 52° 13′ 53″ N, 11° 0′ 24″ O                  | Wohnhaus                              | Zweigeschossiger Rohziegelbau auf Sandsteinquadersockel, unterkellert; mit ausgebauten DG mit Drempel unter Satteldach in Betonpfannen- und Krempziegeldeckung. Mittelrisalit, darüber ein kleines abschließendes Zwerchhaus. Rotes Ziegelmauerwerk wallseitig durch Zierelemente aus gelben Ziegeln hervorgehoben, die anderen Seiten schlichter gestaltet, rückwärtig Querflügel und ein niedrigerer Wirtschaftsanbau. Im Hof eine Laube in Holzkonstruktion, um 1900. | 32710857                        | BW             |
| Schützenwall 25 52° 13′ 53″ N, 11° 0′ 24″ O                  | Wohnhaus                              | Zweigeschossiger Rohziegelbau auf durch Sandsteingesims abgesetzten Ziegelsockel, am Gröpern auf Hausteinsockel, unterkellert, mit ausgebauten DG mit Drempel unter Satteldach in Betonpfannendeckung. Mittelrisalit mit Fenstergliederungen aus Sandstein sowie Ädikula-Abschluss vor mit Asbestzementplatten gedeckten turmhelmartigen Aufbau, daneben zwei flankierende Dachhäuschen. Fassade aus gelben Ziegelstein, Eckverquaderung im Lang-Kurz-Verband, Fensterrahmungen und -verdachungen aus Sandstein. Nordgiebel aus roten Ziegeln, ebenso Fassade am Gröpern, die sehr schlicht gehalten ist. | 32710875                        | BW             |
| Schützenwall 26 52° 13′ 52″ N, 11° 0′ 23″ O                  | Wohnhaus                              | Zweigeschossiger Rohziegelbau auf Sandsteinquadersockel, unterkellert, mit ausgebauten DG mit Drempel unter Satteldach in Krempziegeldeckung. Zweiachsiger Mittelrisalit mit Zwerchhaus. Im Süden späterer Anbau mit Eingang, darüber Balkon. Segmentbogenfenster mit Formsteinrahmung, profilierte geschosstrennende Gesimse, über Fenstern und am Zwerchhausgiebel Ziegeldekor. Im Zwerchhaus rundbogiges Drillingsfenster. Rückseite am Gröpern schlichter, ohne Zwerchhaus. 1901 südlicher Anbau eines Vorflurs, an Gröpern mit seltenen Behang in Herzziegeln. | 32710893                        | BW             |
| Schützenwall 27 52° 13′ 51″ N, 11° 0′ 23″ O                  | Wohnhaus                              | Zweigeschossiger Rohziegelbau auf Sandsteinquadersockel, unterkellert, mit ausgebauten DG mit Drempel unter Satteldach in Betonpfannendeckung, spätere Gaube sowie Dachfenster. Zweiachsiger Mittelrisalit mit Zwerchhaus-Abschluss. Im Norden ein Treppenhausanbau. Fassade aus roten Ziegeln mit hellgelber Ziegelziersetzung gestaltet: vertieft liegende Fenster mit Formsteinrahmung, darüber Entlastungsbögen, Brüstungsbereiche, Gesimse, Einfassung des Mittelrisalits. Rückseite am Gröpern mit geschosstrennendem Gesims aus gelben Ziegeln, Segmentbogenfenster, Zwerchhaus von 1901. | 32710911                        | BW             |
| Schützenwall 28 52° 13′ 51″ N, 11° 0′ 23″ O                  | Wohnhaus                              | Zweigeschossiger Rohziegelbau auf Sandsteinquadersockel, unterkellert, mit ausgebauten DG mit Drempel unter Satteldach in Betonpfannendeckung, spätere Gaube sowie Dachfenster. Zweiachsiger Mittelrisalit mit Zwerchhaus-Abschluss. Im Norden ein Treppenhausanbau. Fassade aus roten Ziegeln reich mit hellgelber Ziegelziersetzung gestaltet: vertieft liegende Fenster mit Formsteinrahmung, darüber Entlastungsbögen, Brüstungsbereiche, Gesimse, Einfassung des Mittelrisalits. Rückseite am Gröpern mit geschosstrennendem Gesims aus gelben Ziegeln und Segmentbogenfenstern. | 32710929                        | BW             |
| Schützenwall 29 52° 13′ 50″ N, 11° 0′ 23″ O                  | Wohnhaus                              | Zweigeschossiger Massivbau auf Kunststeinsockel, unterkellert, mit ausgebauten DG mit Drempel unter Satteldach in Falzziegeldeckung. Risalit mit Zwerchhaus mit geschwungenem Giebel, daneben ein kleinerer Giebel über Haustür. Flanken sind unterschiedlich gestaltet: Südlicher Teil zweiachsig mit Haustür, der nördlicher Teil mit breiteren Fensterachse. Verputzte Fassade mit Ziegelziersetzungen, über den Fenstern in Dreiviertel-Kreisformen. Im EG ein Serliomotiv der Fenstergestaltung, profilierte Verdachung in Putz. Oberlichter mit originaler kleinteiliger Versprossung und grünem Glas, Sohlbänke aus grünen glasierten Ziegeln. Nordgiebel verputzt, Südgiebel und Rückseite Rohziegelmauerwerk. | 32710947                        | BW             |
| Schützenwall 30 52° 13′ 49″ N, 11° 0′ 23″ O                  | Wohnhaus                              | Zweigeschossiger Rohziegelbau über U-förmigen Grundriss auf Sockel, unterkellert. Abgewinkelte Satteldächer in Krempziegel- und Betonpfannendeckung. Fassade mit schwach vortretenden Eckrisaliten, die von Turmhelmen in Form von abgestumpften Zeltdächern in Schieferdeckung bekrönt werden. An zwei Seiten Ädikulä mit Voluten- und Muscheldekor. Fenster und Eingang mit Putzrahmung in klassizistischen Formen mit Segmentbogen- und Dreiecksgiebeln, Brüstungsgesims bzw. Sohlbänke auf Konsolen. Die originale Haustür ist erhalten. | 32710965                        | BW             |
| Schützenwall 38 52° 13′ 43″ N, 11° 0′ 21″ O                  | Wohnhaus                              | Zweigeschossiger unterkellerter Rohziegelbau auf Sandsteinsockel mit ausgebauten DG mit Drempel unter Satteldach in Ziegelpfannendeckung. Mittelrisalit mit abschließendem Zwerchhaus, seitlich und oben mit verschiedenartigen Giebelaufsätzen, in der Mitte leere Bogennische. Aufwendiger Sandsteindekor vor allem an Fenstern des OG und am Zwerchhaus, besonders hervorgehoben die Fenster des Mittelrisalits. Im EG Bänderung aus Sandstein sowie verkröpfte profilierte Gesimse. Unter der Traufe Konsolen mit Akanthusblatt aus gebranntem Ton. Im Süden zurückliegender Treppenhausanbau mit Eingang, originale Haustür, vor dem DG Balkon. | 32710983                        | BW             |
| Südstraße 12 52° 13′ 27″ N, 11° 0′ 22″ O                     | Villa                                 | Stark gegliederter traufständiger, vorwiegend eingeschossiger Ziegelbau auf Sockel unter Satteldach in Hohlpfannendeckung. Weitestgehend massiv, verputzt mit qualitätvoller Ziegelziersetzung. Östlicher Gebäudeteil zweieinhalbgeschossig turmartig ausgebaut mit nachträglich abgestumpften Turmhelm in Falzziegeldeckung mit Dachaufbau unter Satteldach an Ost- und Nordseite. Südlich des Turmhelms schließt das Fachwerkgeschoss mit einem hervorkragenden Satteldach. Dieses sowie der Turmhelm ruhen auf hervorkragenden Dachschwellen. Über westlichem Risalit Zwerchhaus mit geschweiftem Ziergiebel, mittig zweiachsiges Zwerchhaus in Fachwerk, im EG Terrasse. Rückwärtig angebaute Veranda in Fachwerk. An Westfassade zugesetzte Fenster. | 32711914                        | BW             |
| Triftweg 11 52° 13′ 48″ N, 10° 59′ 52″ O                     | Wohnhaus                              | Zweigeschossiger traufständiger Fachwerkbau in Stockwerksbauweise, regelmäßiges Gefüge mit gekuppelten Stielen und Streben über zwei Gefachen. Hausteinsockel, vorgelegte Stufe vor Haustür im nördlichen Drittel der Hauptfassade. Krüppelwalmdach in Krempziegeldeckung. Südliche Giebelwand verputzt, nördliche in Krempziegelbehang. | 32712313                        | BW             |
| Triftweg 13 52° 13′ 49″ N, 10° 59′ 52″ O                     | Wohnhaus                              | Zweigeschossiger Fachwerkbau in Stockwerksbauweise mit gekuppelten Ständern und Streben über drei Gefache in verputzter Backsteinausfachung unter Satteldach in Falzziegeldeckung. Sockel aus Haustein, westliche Traufseite mit Pfannen verhängt, Giebelwände in Bruchsteinmauerwerk mit Eckquaderung. | 32712332                        | BW             |
| Wilhelmstraße 4 52° 13′ 33″ N, 11° 0′ 22″ O                  | Wohnhaus                              | Zweigeschossiger, traufständiger verputzter, unterkellerter Massivbau auf niveauausgleichendem Sockel, DG unter Satteldach in Falzziegeldeckung ist ausgebaut, im Südosten zur Hauptfassade hin eine Giebelgaube. Mittelrisalit mit Zwerchhaus-Abschluss, Eckverquaderung aus Putz, ebenso die Fensterrahmungen- und -verdachungen und Gesimse. Im Nordwesten Vorbau mit hochgelegenem Eingang, vor diesem Holzlaube. Die Rückfassade ist ebenso aufwendig wie die Hauptfront gestaltet, vor dem Mittelrisalit Balkone in Holz- und Eisenkonstruktion. | 32712818                        | BW             |
| Wilhelmstraße 5 52° 13′ 34″ N, 11° 0′ 21″ O                  | Wohnhaus                              | Traufständiger, zweigeschossiger unterkellerter Ziegelbau auf niveauausgleichendem Putzquadersockel. Südostgiebel freistehend. Der Eingang mittig an der Südostfassade über eine Treppe zu beiden Seiten zu erreichen. Der Drempel ist ausgebaut, unter Satteldach in Betondachsteindeckung, im Südosten abgewalmt. Mittelrisalit mit Zwerchhaus, Dreiecksgiebel mit krönendem Quadrat. Rote Ziegelfassade durch Schmuck- und Gliederungselemente aus Putz belebt: Bänderung, Gesimse, Verdachung der im EG gerade, im OG rundbogig abschließenden Fenster, sowie Drempelverkleidung. Die Rückfassade ist aufwendiger als die Straßenfassade gestaltet, am leicht vorkragenden Risalit ein vorgebauter Balkon mit Eisengeländer auf Erdgeschosshöhe. | 32712836                        | BW             |
| Wilhelmstraße 6 / 7 52° 13′ 34″ N, 11° 0′ 21″ O              | Doppelhaus                            | Zweigeschossiger verputzter unterkellerter Massivbau auf niveauausgleichendem verputztem Sockel. Drempel unter Satteldach in Krempziegeldeckung ausgebaut. Symmetrisch gegliederte Fassade mit Mittelrisaliten mit abschließenden Zwerchhäusern. Mittig des Doppelhauses ungewöhnlich tief liegende Eingänge im risalitartig gestalteten Mittelteil. DEG mit durchgehender Bänderung und profilierte Gesimse, OG ein durchgehendes Gurt- sowie Sohlbankgesims. Fenster in Putz gerahmt etwas unterschiedlicher Profilierung. Fenster der unterschiedlich breiten Mittelrisalite variiert leicht. Die Giebel haben beide Zwillingsfenster, die von einem Rundbogen in Stuck bekrönt sind. | 32712854                        | BW             |
| Wilhelmstraße 8 52° 13′ 35″ N, 11° 0′ 20″ O                  | Wohnhaus                              | Zweigeschossiger traufständiger unterkellerter Ziegelbau auf niveauausgleichendem Sockel mit Putzquaderung. Ausgebauter Drempel unter Satteldach in Pfannendeckung. Mittelrisalit mit Zwerchhaus-Abschluss unter Krüppelwalmdach. Hellrote Ziegelfassade durch hellgrau gestrichene Schmuck- und Gliederungselemente belebt: profilierte Gesimse, Fensterrahmungen, Bänderung im EG, ornamentale florale Schmuckreliefs in den Brüstungsfeldern des OG an der Hauptfassade. An Giebel- und Hauptfassade Flachbogenfenster. | 32712890                        | BW             |
| Wilhelmstraße 9 52° 13′ 35″ N, 11° 0′ 19″ O                  | Wohnhaus                              | Zweigeschossiger unterkellerter traufständiger Massivbau auf verputzten Sockel. Südostgiebel mit mittigem Einfang. Drempel unter vorkragendem Satteldach in Krempziegeldeckung ausgebaut. Mittiges Zwerchhaus, nördlich Dachhäuschen, beide ebenfalls unter vorkragenden Satteldächern. Das EG mit Quaderimitation verputzt, OG aus sichtbarem Ziegelmauerwerk. Profilierte Gesimse und Fensterrahmungen aus Putz. | 32712908                        | BW             |
| Wilhelmstraße 13 52° 13′ 34″ N, 11° 0′ 17″ O                 | Lademann-Realschule                   | Dreigeschossiger traufständiger unterkellerter Bau in sichtbarem Backsteinmauerwerk mit Sandsteindekor auf Sandsteinquadersockel. Ursprünglich (1891–92 erbaut) in H-Form, rückwärtig folgte 1906–07 im Südwesten ein großflächiger zweigeschossiger Anbau mit Turnhalle und Aula. Walmdächer mit Falzziegeln gedeckt, Mittelrisalite an Hauptfassade und den beiden Giebelseiten unter Satteldach, die beiden Seitenrisalite unter Walmdächern. Haupteingang mittig in Hauptfassade, originale Tür. Von korinthischen Säulen umrahmt, mit Dreiecksgiebel mit Renaissanceformen. Mittelrisalite mit Ziergiebel mit Muschelbekrönung und seitlichen Obelisken auf. Im zweiten OG zu beiden Seiten des Mittelrisalits Reliefs weiblicher Allegorien der vier Jahreszeiten. U.a. Eckquader, horizontal durchgängige Gesimse sowie Traufgesims auf Konsolen und Fenstereinfassung aus Sandstein. | 32712926                        | BW             |
| Wilhelmstraße 13 52° 13′ 35″ N, 11° 0′ 17″ O                 | Kremp–Denkmal                         | Ovale gegossene Plakette mit Büste auf Findling, unterhalb Inschrift „Professor Dr. Heinrich Kremp 1885–1913“. Der Monolith steht auf einem Steinsockel, umgeben von mehreren kleinen Findlingen. | 32712972                        | BW             |
| Wilhelmstraße 13 52° 13′ 34″ N, 11° 0′ 18″ O                 | Griepenkerl–Denkmal                   | Ovale gegossene Plakette mit Büste auf Findling, unterhalb Inschrift „Professor Dr. Heinrich Kremp 1885–1913“. Der Monolith steht auf einem Steinsockel, umgeben von mehreren kleinen Findlingen. | 32712950                        | BW             |
| Wilhelmstraße 13 52° 13′ 34″ N, 11° 0′ 19″ O                 | Einfriedung                           | Historische Einfriedung des Schulgeländes in Form einer Mauer aus Bruchsteinquadern mit Abdeckplatten, dem abfallenden Gelände entsprechend niveauausgleichend abgestuft. | 32716639                        | BW             |
| Wilhelmstraße 13 52° 13′ 35″ N, 11° 0′ 16″ O                 | Grünanlage                            | | 32716619                        | BW             |
| Wilhelmstraße 14 52° 13′ 32″ N, 11° 0′ 23″ O                 | Wohnhaus                              | Eingeschossiges traufständiges frei stehendes Wohnhaus in sichtbarem Backsteinmauerwerk auf niveauausgleichendem Kellersockel in Putzquaderung. Ausgebautes DG unter Satteldach. Mittelrisalit an mittigem, zweigeschossigen Zwerchhaus unter höherem Satteldach. Letzteres wird von Dachhäuschen der jeweils zwei Schleppgauben flankiert, stets in Falzziegeldeckung. Mittelrisalit der Hauptfassade zeigt im EG ein Zwillingsfenster, seitlich umrahmt von ionischen Säulen. Der Risalit schließt mit einem Treppengiebel mit stilistischen Elementen der Renaissance ab. Neorenaissance-Dekor an Fenstern und Traufe. Die Giebelseiten sind weniger reich verziert, profilierte Fensterrahmungen, Giebelgesimse und im Giebel jeweils zwei Büstenreliefs, am Nordwestgiebel zusätzlich ein Kopfrelief. | 32712994                        | BW             |
| Wilhelmstraße 17 52° 13′ 31″ N, 11° 0′ 25″ O                 | Wohnhaus                              | 1902 errichtet. Zweigeschossiger verputzter Massivbau, Zwerchhaus und Gaube, durch diagonal vorgesetztem Eckerker, Ziergiebel und historisierendem Baudekor hervorgehoben. | 32713015                        | BW             |
| Wilhelmstraße 18 52° 13′ 30″ N, 11° 0′ 25″ O                 | Wohnhaus                              | 1902 errichtet. Zweigeschossiger Massivbau mit Jugendstilelementen, im ausgebauten Dachgeschoss geschweifter Ziergiebel und Dachhäuschen in Fachwerk. | 32713034                        | BW             |
| Wilhelmstraße 33 52° 13′ 27″ N, 11° 0′ 39″ O                 | Wohnhaus                              | Freistehender zweigeschossiger verputzter Massivbau auf Sandsteinquadersockel. Ausgebautes DG unter Walmdach, mit verschiedenartigen Nebendächern in Falzziegeldeckung. Die Nordfassadetraufständig, mittig originale Haustür, bekrönt von einem Giebel, darüber buntes Treppenhausfenster mit Rosenformen in Jugendstilelementen. An Nord- und Ostfassade Zierputz in Jugendstildekor. Der mittlere Teil der Fassade ist dreigeschossig risalitartig mit einem flachen polygonalen Vorbau ausgebaut. Süd- und Westfassade einfach gehalten. | 32711787                        | BW             |

### Klosterdomäne St. Ludgeri
| Lage                                         | Bezeichnung               | Beschreibung | ID       | Bild           |
| -------------------------------------------- | ------------------------- | --- | -------- | -------------- |
| Am Ludgerihof 52° 13′ 28″ N, 11° 1′ 9″ O     | Einfriedung               | Ehemalige Klosterumfriedung in Sand- und Bruchsteinmauerwerk, erhaltene Teilstücke an der Beendorfer Straße, Magdeburger Tor, Osterndorf und am Gelände des Gymnasiums Julianum. | 32699330 |                |
| Am Ludgerihof 1 52° 13′ 34″ N, 11° 0′ 56″ O  | Benediktiner–Abteikirche  | | 32699435 | Weitere Bilder |
| Am Ludgerihof 1 52° 13′ 35″ N, 11° 0′ 57″ O  | Konvent                   | Konventsgebäude mit drei Gebäudeflügeln in Form von schlichten zweigeschossigen verputzten Massivbauten unter Satteldach mit Quaderverzahnung an den Gebäudeecken. In mehreren Bauphasen errichtet, der Westflügel 1708 (heute kath. Pfarrhaus), der Nordflügel 1724 und der Ostflügel 1735 (von 1803–1977 Domänenpächterwohnhaus). Im EG des Nordflügels bauzeitlicher sogenannte Kaisersaal mit erhaltener barocker Ausstattung. Portale mit Pilastern, gesprengten Giebeln und krönenden, farbig gefassten Wappen gegliedert, in der Mitte das Abtswappen. Fenster mit geohrten Werksteinen gefasst, in den Tympana der östlichen Dreiecksgiebel drei gefasste Okuli. | 32699489 |                |
| Am Ludgerihof 1 52° 13′ 36″ N, 11° 0′ 59″ O  | Teichscheune              | Fachwerkscheune in Ständerbauweise auf Natursteinsockel unter Halbwalmdach in Krempziegeldeckung, zuletzt als Stall genutzt und im 19. Jh. im nordwestlichen Teil erneuert. Westlicher Giebel mit Krempziegeln verblendet. 1743 errichtet. | 32699228 | BW             |
| Am Ludgerihof 1a 52° 13′ 36″ N, 11° 0′ 57″ O | Teichscheune              | Langgestreckter zweigeschossiger Bruchsteinbau unter Satteldach, im EG massiv und im OG in Fachwerk. Das Gebäude wurde bis 1977 als Stall genutzt, ursprünglich ein Fachwerkgebäude mit Bruchsteinausfachungen, Datierung auf dem Türsturz der südlichen Traufseite „1743“(i). Im 20. Jh. ausgebaut. | 32699382 | BW             |
| Am Ludgerihof 2 52° 13′ 33″ N, 11° 1′ 0″ O   | Stallscheune              | Stall nördlich des Torgebäudes im Ostflügel des ehemaligen Wirtschaftshofes der Klosterdomäne. Im Nordgiebel bis zum Abbruch mit Abtswappen auf „1697“(i) datiert. Der Neubau der Polizei von 1990 als verputzter Längsflügel unter Satteldach mit Werksteineinfassungen der Fenster unter Wiederverwendung der historischen Türstürze mit Inschriften. | 32699159 | BW             |
| Am Ludgerihof 5 52° 13′ 31″ N, 11° 0′ 53″ O  | Wohn-/ Wirtschaftsgebäude | Schafstall als einstöckiger Längsbau mit zweistöckigen Wohnhaus als Seitenflügel im verputzten Massivbau unter Satteldach. Das Stallgebäude ist ein Neubau von 1988 ohne eigene Denkmalqualität, im Kern jedoch von 1712, Fragmente der Umfassungsmauern sind erhalten. Der queraufgeschlossene Wohnflügel mit dem zum ursprünglichen Klosterhof ausgerichteten Tor war das Schäfer–Wohnhaus. Das doppelflügelige Tor sowie die Fenster sind in Natursteineinfassungen. Im nördlichen Giebelfeld des Wohnflügels drei markante in Werkstein gefasste Eulenlöcher. | 32699109 | BW             |
| Am Ludgerihof 5 52° 13′ 33″ N, 11° 0′ 55″ O  | Stall                     | Ehemaliger, zum ehemaligen Wirtschaftshof queraufgeschlossener, Pferdestall im Sandstein-Quaderbau unter Satteldach in Krempziegeldeckung mit Segmentbogenfenstern, Rolltoren und- türen sowie einem kleinen Zwerchdach mit Aufzugsluke und Klappläden. Erbaut um 1890. | 32699180 | BW             |
| Am Ludgerihof 6 52° 13′ 31″ N, 11° 0′ 58″ O  | Rinderstall               | Südlicher Brandgiebel und Gewölbekeller im Bruchsteinmauerwerk als Baurudimente des ehemaligen Rinderstalls im Ostflügel der Klosterdomäne, 1990 eingestürzt und bis auf die erhaltenen Rudimente abgetragen. 1710 mit Torhaus erbaut und bildete mit anderen Ställen den Ost-Trakt der Klosteranlage. | 32699133 | BW             |
| Am Ludgerihof 8 52° 13′ 31″ N, 11° 0′ 58″ O  | Schweinestall             | Langgestrecktes Gebäude in Bruchstein mit Werksteineinfassungen und Ladeluke unter Satteldach mit Linkskremperdeckung als Teilflügel des östlichen Wirtschaftstraktes. Das Gebäude wird heute als Tischlerei genutzt, daneben ein zweigeschossiges Wohnhaus als verputzter Bruchsteinbau unter Satteldach, mit Werksteineinfassungen und drei Eingängen, traufseitig zum Hof ausgerichtet. Ehemaliger Wohntrakt des Schweinehirten. | 32713690 | BW             |
| Am Ludgerihof 12 52° 13′ 30″ N, 11° 0′ 56″ O | Schafstall                | Langgestreckter Bruchsteinbau unter Satteldach als südlicher Abschluss des Wirtschaftshofes unmittelbar östlich vom sogenannten Türkentor, erbaut 1712, ohne Nutzung und im Bestand gefährdet. Nachträglich zugemauerte Fenster mit Werksteineinfassungen, trauf- und giebelseitig jeweils Ladeluken, im Giebel ein Uhlenloch. | 32699409 | BW             |
| Am Ludgerihof 12 52° 13′ 30″ N, 11° 0′ 55″ O | Tor                       | Hauptportal des Klosters als sogenanntes Türkentor. Nach Teilzerstörung im Zweiten Weltkrieg 1987 versetzt wiederaufgebautes und teilrekonstruiertes ursprüngliches Einfahrtstor, welches sich in der Längsachse zum Taubenturm befand. Der Triumphbogen wurde 1716 errichtet. Hoher Portalbogen mit flankierenden dorischen Pilastern, über dem Architrav ein gesprengter Dreiecksgiebel. Rechts und links jeweils Arkadenbögen mit Abts-Wappen im Fries, das rechte mit einer Brüstung versehen, die als Seitenflügel mit Volutensegmenten zum Hauptgiebel führen. Im Architrav Inschrift flankiert von Sonne und Mond, stellvertretend für Österreich und die Türkei, im Tympanon der österreichische Reichsadler. Tympanon, Architrav und Bogenzwickel mit reichen floralen Stuckornamenten verziert. | 32699255 |                |
| Am Ludgerihof 52° 13′ 33″ N, 11° 0′ 59″ O    | Taubenturm                | Zweigeschossiger achteckiger Bruchsteinbau unter geschweifter Haube in Schiefereindeckung, errichtet 1765. Gestaltet mit quaderverzahnten Ecken, profiliertem Gurtgesims, in Sandstein gefassten Fenstern und einer Sonnenuhr auf der Westseite. Aufgrund des Straßenbaus steht der Turm seit 1978 isoliert auf einer Verkehrsinsel. | 32699277 | BW             |
| Am Ludgerihof 52° 13′ 35″ N, 11° 1′ 5″ O     | ehem. Klostergärten       | Zweigeschossiger achteckiger Bruchsteinbau unter geschweifter Haube in Schiefereindeckung, errichtet 1765. Gestaltet mit quaderverzahnten Ecken, profiliertem Gurtgesims, in Sandstein gefassten Fenstern und einer Sonnenuhr auf der Westseite. Aufgrund des Straßenbaus steht der Turm seit 1978 isoliert auf einer Verkehrsinsel. | 32699304 | BW             |
| Am Ludgerihof 52° 13′ 35″ N, 11° 1′ 1″ O     | Der faule Bach            | Einst als Zufluss zum Klosterteich. Zahlreiche Überformungen über die Jahrhunderte erfahren, 1423 als Zulauf für den Sternberger Teich entlang der Stadtbefestigung angezapft, im Bereich vom Ostendorf wurde damit die ehemalige Klostermühle betrieben. | 32716451 | BW             |

### Kloster Marienberg
| Lage                                          | Bezeichnung    | Beschreibung | ID       | Bild           |
| --------------------------------------------- | -------------- | --- | -------- | -------------- |
| Klosterstraße 11 52° 13′ 49″ N, 10° 59′ 59″ O | Pfarrhaus      | Zweigeschossiger Fachwerkbau in Stockwerksbauweise auf niveauausgleichendem verputztem Hausteinsockel unter Walmdach in Hohlpfannendeckung. Regelmäßiges Gefüge mit dreifeldigen Streben und K-Runen in den Eckgefachen. Das OG kragt leicht vor. Balkenköpfe, Schwelle und Füllhölzer sind einheitlich bandartig profiliert. | 32705450 | BW             |
| Klosterstraße 11 52° 13′ 49″ N, 10° 59′ 59″ O | Kapelle        | Einschiffige verputzte giebelständige neoromanische Kapelle unter Satteldach in Krempziegeldeckung. Die Ostfassade weist ein rundbogiges Zwillingsfenster mit Würfelkapitell sowie ein Rundfenster im Giebel auf, die Nordfassade vier Rundbogenfenster zum Osten hin, die Südfassade ist bis auf eine Öffnung im Westen vermauert. Der Eingang erfolgt über Treppen an der Westfassade. | 32705474 | BW             |
| Klosterstraße 12 52° 13′ 48″ N, 10° 59′ 59″ O | Pförtnerhaus   | Freistehender giebelständiger einstöckiger Fachwerkbau westlich des Westportalsmit dreiseitig stark vorkragendem Drempel unter Krüppelwalmdach in Hohlpfannendeckung, kleine Schleppgaube im Norden. An der Nordfassade im Erdgeschoss der Eingang über Treppen. Niveauausgleichender Hausteinsockel. Fachwerk-Gefüge im EG mit zweifeldigen Streben, im Drempel Fußstrebenpaare, stets Backsteinausfachung. Das DG ist ausgebaut. Zumeist nachgebildete kleeblattförmige Balkenköpfe und profilierte Knaggen. Auf der hohen Schwelle dreistufiger einfacher Treppenfries zwischen Inschriften über den Knaggen. Die Westfassade ist mit Krempziegeln verhängt. | 32705498 | BW             |
| Klosterstraße 14 52° 13′ 49″ N, 11° 0′ 2″ O   | Klostergebäude | Auf der Nordseite der Kirche gelegene ehemalige Klausur. Zweigeschossiger Putzbau, vier Flügel um den rechteckigen Kreuzganghof angeordnet, der Nordflügel nach Westen verlängert (Küchenbau) und nach Osten um einen langen Flügel ergänzt, daran auf der Südseite zweigeschossige Holzloggia und am Ende quer ein weiterer Flügel mit Torturm in der Mitte. Satteldächer, über dem Torturm Pyramidendach. Langgestreckte Nordfront auf Sockelgeschoss, Fenster z. T. als rundbogige Biforien mit Mittelsäule. Etwa mittig der Eingang, zurückgesetztes Rundbogenportal mit tonnengewölbter Loggia, darüber Marienfigur auf Konsole unter Baldachin. Im Zentrum der Anlage Kreuzgang aus vier flachgedeckten Flügeln, die Öffnungen zum Hof als Doppelarkaden mit Kleeblattbögen auf Mittelsäulen. Nord- und Ostflügel des Kreuzgangs in den Klausurbau integriert, West- und Südflügel eingeschossig unter Pultdächern. Kreuzgangwestflügel um 1200, die übrigen Flügel etwas jünger. Küchenbau im 15. Jh. erhöht und mit neuem Dach versehen, ferner dort außen eine Umbauschrift von 1615. Ab 1862 Umbau und umfassende Erneuerung, der Torhausflügel im Osten im 4. Viertel des 19. Jhs. angebaut. | 32705562 | BW             |
| Klosterstraße 14 52° 13′ 48″ N, 11° 0′ 1″ O   | Klosterkirche  | | 32705537 | Weitere Bilder |
| Klosterstraße 14 52° 13′ 47″ N, 11° 0′ 2″ O   | Klostergarten  | Garten- und Freigelände in und um die Klosteranlage. Von den Klostergebäuden umschlossener Kreuzgang sowie ein kleiner mit einer Mauer umschlossener Bereich bilden den inneren Grünbestand. Das zum Teil öffentliche Parkgelände um das Kloster ist aus den ehemaligen Friedhofsflächen erwachsen. Als Baumbestand sind alte Eichen, Linden, Kastanien, Eschen, Ahorn und Robinien zu verzeichnen. | 32705516 | BW             |

### St.–Stephani–Friedhof
| Lage                                        | Bezeichnung              | Beschreibung | ID       | Bild |
| ------------------------------------------- | ------------------------ | --- | -------- | ---- |
| Magdeburger Tor 52° 13′ 11″ N, 11° 1′ 24″ O | Friedhof                 | | 32711935 |      |
| 52° 13′ 12″ N, 11° 1′ 16″ O                 | Neuer Jüdischer Friedhof | Abgestecktes Areal innerhalb des Stadtfriedhofs. 1876 Anlage des jüdischen Friedhofes in der nordwestlichen Ecke. Auf dem 1659 m² großen Gelände sind 14 Grabsteine von 1892 bis 1955. Zwischen 1933 und 1945 wurden 79 russische Zwangsarbeiter bestattet, an die ein Gedenkstein erinnert. Auf vier Grabsteinen aus der Zeit von 1910–1930 ersetzt das Kreuzzeichen das Wort ‚gestorben‘. Außerdem vorhanden ist eine verwitterte Eichenholzstele mit den Schriftzügen „Charlemann Schneider“ und „Russland“. Grabstele eines russischen Juden, der 1918 in Helmstedt als Kriegsgefangener verstorben war. | 32711996 |      |
| 52° 13′ 14″ N, 11° 1′ 26″ O                 | Toranlage                | | 32711956 |      |
| 52° 13′ 13″ N, 11° 1′ 25″ O                 | Grabstelle Hampe         | | 32712046 |      |
| 52° 13′ 10″ N, 11° 1′ 28″ O                 | Grabstelle Lademann      | | 32714539 |      |
| 52° 13′ 11″ N, 11° 1′ 27″ O                 | Grabstelle Schmidt       | | 32712269 |      |
| 52° 13′ 9″ N, 11° 1′ 26″ O                  | Grabstelle Döring        | | 32712194 |      |
| 52° 13′ 10″ N, 11° 1′ 25″ O                 | Grabstelle F. Dieckmann  | | 32712219 |      |
| 52° 13′ 10″ N, 11° 1′ 24″ O                 | Grabstelle Armbrecht     | | 32712244 |      |
| 52° 13′ 9″ N, 11° 1′ 24″ O                  | Grabstelle Homann        | | 32712169 |      |
| 52° 13′ 11″ N, 11° 1′ 22″ O                 | Grabstelle J. Dieckmann  | | 32712071 |      |
| 52° 13′ 10″ N, 11° 1′ 22″ O                 | Grabstelle Knust/Sievers | | 32712096 |      |
| 52° 13′ 10″ N, 11° 1′ 22″ O                 | Grabstelle Rühland       | | 32712121 | BW   |
| 52° 13′ 10″ N, 11° 1′ 21″ O                 | Denkmal                  | | 32712146 | BW   |
| 52° 13′ 12″ N, 11° 1′ 17″ O                 | Grabstelle Friede        | | 32712021 |      |

### Waldbad Birkerteich
| Lage                                    | Bezeichnung          | Beschreibung | ID       | Bild |
| --------------------------------------- | -------------------- | --- | -------- | ---- |
| Maschweg 15 52° 14′ 26″ N, 11° 1′ 20″ O | Umkleide             | Langgestreckter Gebäuderiegel des Kassenbereiches mit Umkleiden. Überhöhte Mittelteil gliedert den Baukörper in drei Abschnitte, westlich nach einem kleinen Geräteraum die Frauenumkleide, die Sanitäreinrichtungen mit Dusche und Toiletten im nördlich leicht vorkragenden Mittelteil sowie die Männerumkleide. Die horizontale Gliederung wird weitestgehend durch die Dachform der gegenläufigen, in der Höhe unterschiedlichen Pultdächer bestimmt. Im Mittelteil springt die Außenwand stark ein, so dass hier ein offener überdachter Vorplatz entsteht. Den östlichen Abschluss der Herrenumkleiden bildet der überdachte Kassenbereich mit dem ehemaligen Verkaufsstand für Erfrischungen. Der Eingangsbereich zum Bad wird durch wandhohe eiserne Pforten in zeittypischer Gestaltung der 1950er Jahre geprägt, in die medaillonartige Tiermotive aus Eisen eingearbeitet sind. | 32714009 | BW   |
| Maschweg 15 52° 14′ 27″ N, 11° 1′ 23″ O | Verkaufskiosk        | Freistehender Pavillon besteht aus einem massiven Lager-/Zubereitungsbereich im Norden und einem transparenten, mit Dickglas geschlossenen Bereich für den Gästeraum im Süden. Nach Süden Stahl-/ Glaskonstruktion als Schiebeelement. Überdachung auf schmalen Eisenstangen und eine lang gestreckte rechteckige Terrasse. | 32716077 | BW   |
| Maschweg 15 52° 14′ 24″ N, 11° 1′ 20″ O | Nichtschwimmerbecken | Becken aus Stahlbeton mit zeittypischer nierenartiger Grundfläche, bogenförmige, gedrehte, massiv gegossene Rutsche mit gewendelter Treppe. Das Eisenhandgeländer folgt dem gebogenen Verlauf. Die Rutschbahn endet als leicht gebogener Kragarm über der Wasseroberfläche. | 32713888 | BW   |
| Maschweg 15 52° 14′ 24″ N, 11° 1′ 22″ O | Schwimmerbecken      | 50-Meter-Becken aus Stahlbeton, 21 m breit. Am östlichen Beckenrand acht Springblöcke. Westlich schließt ein 18 Meter langes tieferes Sprungbecken an. Im Westen mittig der zehn Meter hohe Sprungturm mit seinen drei auskragenden Plattformen aus Stahlbeton. Die Dicke der Stahlbetonplatten verjüngt sich zu den Rändern hin. Neben der zehn Meter hohen Plattform gibt es eine fünf Meter hohe sowie zwei Dreimeterbretter. Seitlich des Sprungturms links und rechts je ein Einmeterbrett, auf je zwei Betonklötzen stehend. | 32713916 | BW   |
| Maschweg 15 52° 14′ 24″ N, 11° 1′ 25″ O | Planschbecken        | Östlich des Schwimmerbeckens amöbenförmiges Planschbecken aus Stahlbeton, heute als Sandkasten genutzt. | 32713942 | BW   |
| Maschweg 15 52° 14′ 26″ N, 11° 1′ 25″ O | Grünfläche           | Liege-, Sonnen- und Spielwiese mit Baumbestand. Das Schwimmerbecken wird auf der südlichen Längsseite von einer Zuschauertribüne aus drei Steinreihen begrenzt, deren höchste Stufe in eine höher gelegene Grünfläche mündet. Die Grünfläche prägt das Erscheinungsbild der Anlagen. | 32713964 | BW   |